# Independência venezuelana
A Independência Venezuelana foi o processo jurídico-político que pôs fim aos vínculos entre a Capitania Geral da Venezuela e o Império Espanhol. Implicou também a substituição da monarquia absoluta pela república como forma de governo na Venezuela.
A independência da Venezuela produziu o conflito armado conhecido como a Guerra de Independência da Venezuela entre o exército independentista ou Patriotas (patriotas) e o exército realista ou Realistas (realistas).
Em 5 de julho de 1811, é assinada a declaração de independência. Esse dia é celebrado na Venezuela como seu Dia Nacional. Nessa data, formalmente, por meio do documento "Ata de Declaração de Independência", a Venezuela separa-se da Espanha. A Sociedade Patriótica, composta por Simón Bolívar e Francisco de Miranda, foi pioneira na iniciativa de separação da Venezuela da coroa espanhola.
O período histórico entre 1810 e 1830 foi dividido pela historiografia venezuelana em quatro partes: Primeira República (1810–1812), Segunda República (1813–1814), Terceira República (1817–1819) e Gran Colômbia (1819–1830).

## Causas

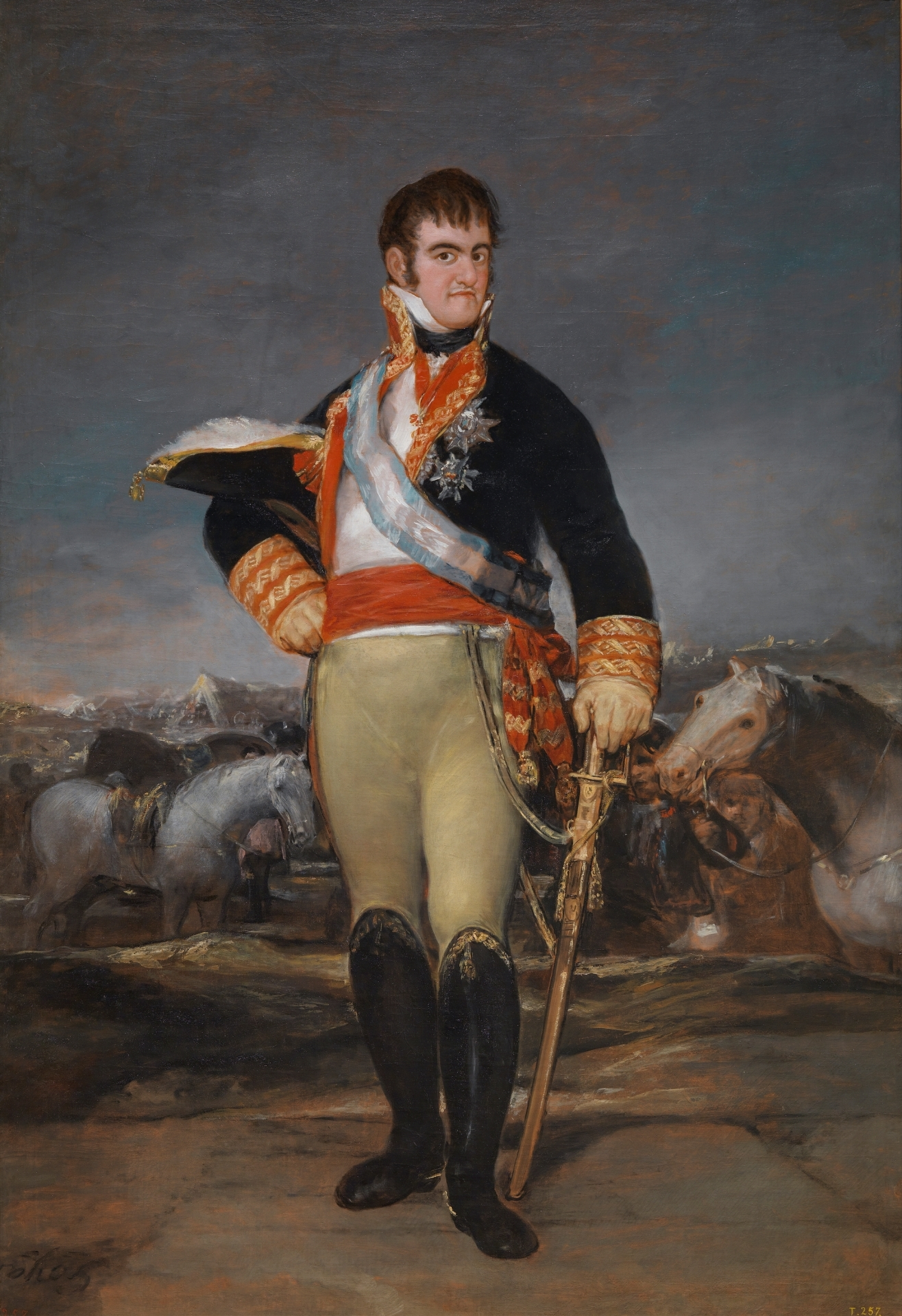
Fernando VII, diante de um acampamento, por Francisco de Goya

Fatores influentes incluem o desejo de poder dos grupos sociais crioulos que possuíam status social e econômico, mas não político, o descontentamento da população devido à má administração e ao aumento dos impostos, a introdução das ideias do Enciclopedismo, do Iluminismo, da Declaração de Independência dos Estados Unidos, da Revolução Francesa, da Revolução Haitiana e o reinado de José I de Espanha.

## Contexto
As primeiras tentativas de independência ocorreram na Venezuela no final do século XVIII. A primeira delas tentou, duas vezes em 1806, invadir o território venezuelano através de La Vela de Coro, liderada pelo general Francisco de Miranda, com uma expedição armada proveniente do Haiti. Suas incursões terminaram em fracassos devido à pregação religiosa contra elas e à indiferença da população.
A Conjuração dos Mantuanos foi um movimento que irrompeu em Caracas em 1808. Os Mantuanos, que constituíam o grupo social mais poderoso da sociedade, lideraram uma tentativa de constituir uma junta de governo para dirigir o destino da Capitania Geral da Venezuela como resultado da invasão da Espanha por Napoleão.

## Primeira República

### Revolução de 19 de abril de 1810

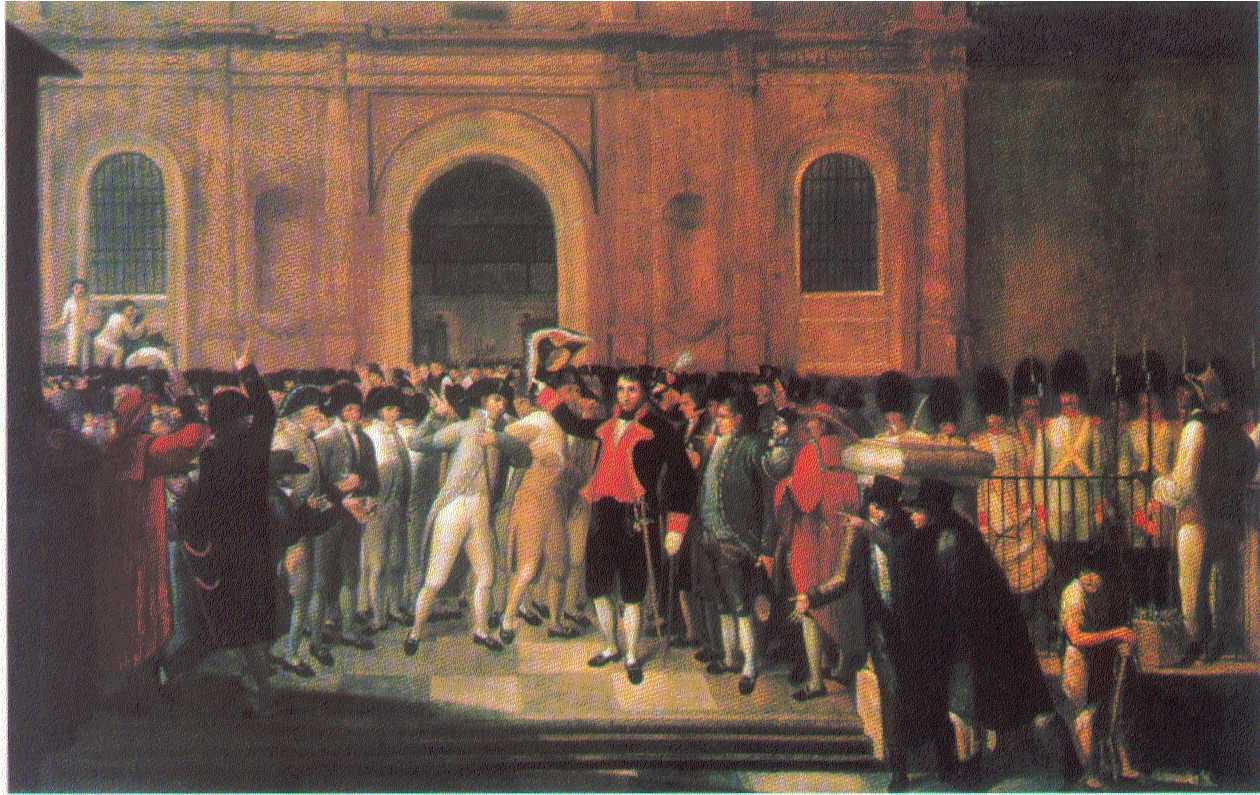
19 de abril de 1810, por Juan Lovera. Mostra a demissão do Capitão-Geral Vicente Emparan

A Primeira República corresponde ao período entre 19 de abril de 1810 e 30 de julho de 1812, quando a Suprema Junta de Caracas substituiu pacificamente as autoridades espanholas.
O Capitão-Geral Vicente Emparan foi forçado a renunciar ao seu cargo em 19 de abril de 1810, pelo cabildo de Caracas. Naquela mesma tarde, o cabildo constituiu-se como a Suprema Junta Conservadora dos Direitos de Fernando VII.
A Suprema Junta de Caracas buscou a adesão das outras províncias da Capitania Geral da Venezuela ao movimento. Pronunciamentos favoráveis foram dados em Cumaná e Barcelona em 27 de abril, em Margarita em 4 de maio, em Barinas em 5 de maio, em Mérida em 16 de setembro e em Trujillo em 9 de outubro.
Guayana manifestou-se em 11 de maio a favor da Suprema Junta, mas ao saber, em 3 de junho, da instalação na Espanha da Suprema Junta Central e Governadora da Espanha e das Índias, reconheceu esta última como a autoridade legítima e distanciou-se da revolução de Caracas. As províncias de Coro e Maracaibo permaneceram leais ao Conselho de Regência.

### Congresso Supremo da Venezuela
O caráter da Suprema Junta de Caracas como "Conservadora dos direitos de Fernando VII" não lhe permitiu ir além da autonomia proclamada em 19 de abril. Por esse motivo, a Junta convocou eleições para instalar um Congresso Constituinte, perante o qual poderia abdicar de seus poderes e decidir o destino futuro dos estados.
A convocação para o Congresso foi feita em junho. Foi aceita pelas províncias de Caracas, Barinas, Cumaná, Barcelona, Mérida, Margarita e Trujillo; mas não pelas províncias de Maracaibo, Coro e Guayana.
As eleições foram realizadas entre outubro e novembro de 1810. As normas eleitorais eram baseadas no censo, pois conferiam o direito de voto a homens livres, com mais de 25 anos de idade (ou mais de 21 se casados) e possuidores de 2000 pesos em bens reais ou móveis. Não havia voto para mulheres, escravos e aqueles sem riqueza. As normas também previam que as eleições fossem realizadas em duas etapas: primeiro, os eleitores nomeavam os eleitores da paróquia; e depois, esses eleitores, reunindo-se em uma assembleia eleitoral na capital da província, nomeavam os representantes para o Congresso, à razão de um deputado para cada 20.000 habitantes.
Após as eleições, 44 deputados foram eleitos para o Congresso. As províncias ficaram representadas da seguinte forma: Caracas 24 deputados; Barinas 9; Cumaná 4; Barcelona 3; Mérida 2; Trujillo 1; Margarita 1.
O Congresso Supremo da Venezuela foi instalado em 2 de março de 1811, na casa do Conde de San Javier (atual esquina "El Conde" em Caracas). Em 5 de março de 1811, a Suprema Junta de Caracas cessou suas funções.

### Sociedade Patriótica
Com a fundação da Sociedade de Agricultura e Economia, não demorou para que essa organização se tornasse a principal promotora do rompimento com a Espanha. Entre seus membros estavam José Félix Ribas, Francisco José Ribas, Antonio Muñoz Tébar, Vicente Salias e Miguel José Sanz. Em suas sessões, discutiam assuntos de economia, política, civis, religiosos e militares. Contava com até 600 membros somente em Caracas e filiais em Barcelona, Barinas, Valencia e Puerto Cabello. O jornal Patriota Revolucionario, dirigido por Salias e Muñoz Tébar, era seu órgão informativo desde junho de 1811.
A incorporação do Generalíssimo Francisco de Miranda e do jovem Simón Bolívar conferiu à sociedade um caráter revolucionário. A crítica ao regime colonial, a disseminação de ideias separatistas e a pressão sobre o Congresso para declarar a independência foram as ações mais importantes da Sociedade Patriótica.

### Declaração de Independência

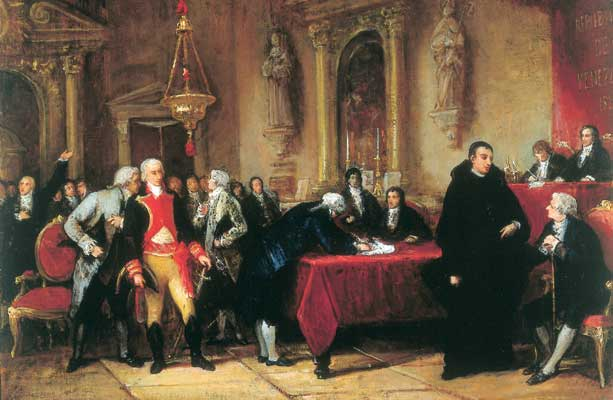
Esboço para a Assinatura da Declaração de Independência, por Martín Tovar y Tovar

No Congresso Supremo da Venezuela, havia duas facções em conflito: os separatistas e os fidelistas. Os separatistas eram a favor da independência da Venezuela, enquanto os fidelistas eram leais ao rei Fernando VII.
À medida que as sessões do Congresso avançavam, a ideia de independência ganhou adeptos no seio do Congresso. Muitos deputados a apoiaram com apelos passionais, outros com argumentos históricos.
Em 2 de julho de 1811, foi apresentada no Congresso uma moção pela independência. Em 3 de julho, teve início o debate no Congresso. Em 5 de julho, foi realizada a votação. A independência foi aprovada com 40 votos a favor. Imediatamente, o presidente do Congresso, o deputado Juan Antonio Rodriguez, anunciou que "A absoluta Independência da Venezuela foi solenemente declarada."
Francisco de Miranda e outros membros da Sociedade Patriótica conduziram uma multidão pelas ruas e praças de Caracas, aclamando a independência e a liberdade. Juan Escalona, que presidiu o primeiro triunvirato da independência, emitiu uma proclamação aos habitantes de Caracas informando-os de que o Congresso havia votado pela independência absoluta.
Os deputados concordaram em chamar a nova república de Confederação Americana da Venezuela e nomearam uma comissão para decidir sobre a bandeira e a elaboração de uma constituição. O deputado Juan Germán Roscio e o secretário do Congresso, Francisco Isnardi, redigiram o Ato de Declaração de Independência. Foi aprovado pelos deputados em 7 de julho.
Em 13 de julho de 1811, foi aprovada a bandeira da Venezuela, que se baseava no design feito por Francisco de Miranda em 1806. Em 14 de julho, em um ato público e solene, essa bandeira foi içada pela primeira vez.
Em 21 de dezembro de 1811, o Congresso aprovou a Constituição Federal dos Estados da Venezuela de 1811. Em 15 de fevereiro de 1812, o Congresso suspendeu suas sessões e concordou em se mudar para Valencia, designando-a como Cidade Federal em 1º de março do mesmo ano, quando retomou suas sessões.

### Tomada de Valencia
Em 11 de julho de 1811, seis dias após a Declaração de Independência, eclodiram duas insurreições: a asonada da Sabana do Teque dos ilhéus canários em Caracas —que foi rapidamente controlada— e a insurreição de Nuestra Señora de la Anunciación de la Nueva Valencia del Rey. Os Mantuanos, que não toleravam os patriotas, nomearam o Marquês del Toro como comandante para enfrentar a revolta valenciana, mas em 15 de julho ele foi derrotado. Em seguida, Francisco de Miranda, aos 61 anos, foi nomeado Comandante-em-Chefe do Exército e partiu com suas tropas para Valencia no dia 19. As ações nas ruas e praças foram intensas. Francisco de Miranda ordenou atacar as posições mais fortes dos rebeldes e, em 23 de julho, os republicanos tomaram a cidade.

### Queda da Primeira República

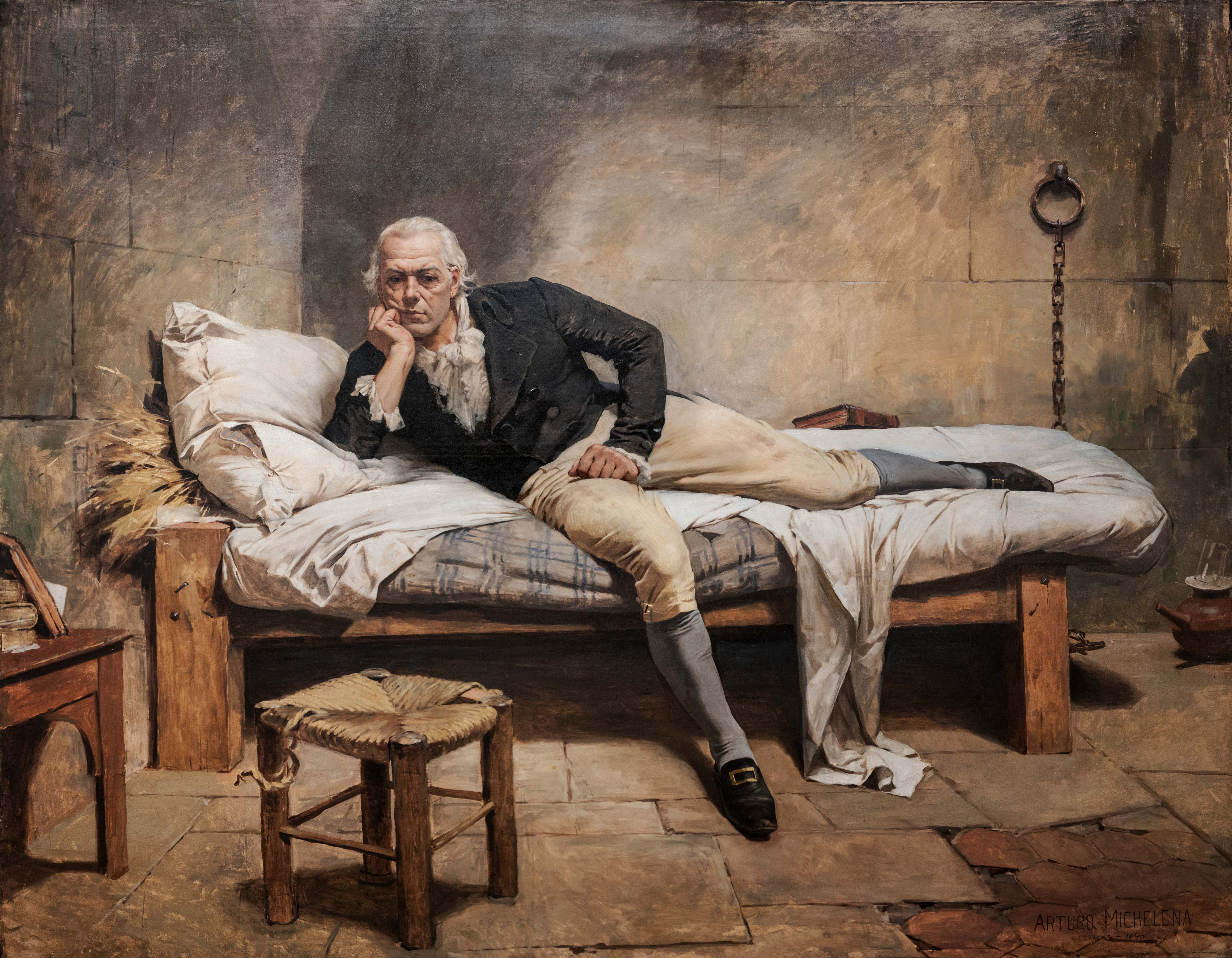
Miranda en La Carraca (1896), o generalíssimo Francisco de Miranda é considerado o precursor da Emancipação Americana do Império Espanhol

Em 26 de março de 1812, às 16 horas, um terremoto destruiu Caracas, causando grandes danos e a morte de cerca de 20.000 pessoas. Nesse mesmo ano, Bolívar perdeu o controle de Puerto Cabello e Francisco de Miranda capitulou em San Mateo diante do chefe realista Domingo Monteverde, assinando um acordo que consistia na entrega de armas pelos patriotas. Em troca, os realistas respeitariam pessoas e bens.
Quando Miranda foi embarcar em La Guaira, foi preso — juntamente com outros 8 chefes — por seus antigos companheiros, entre os quais estava o jovem Simón Bolívar. Os prisioneiros foram acusados de dilapidar fundos públicos e, em seguida, entregues aos realistas. Miranda foi preso em Puerto Cabello, depois transferido para Porto Rico e, finalmente, para o Arsenal de la Carraca, em Cádiz, onde morreu em 1816.

## Segunda República
A segunda república corresponde ao período entre agosto de 1813 e dezembro de 1814 e é conhecida como o período de "Guerra à Morte".

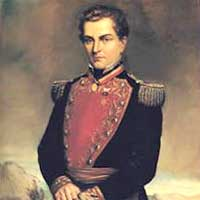
Santiago Mariño, um dos heróis da Independência, comandou a Campanha do Oriente

Após o término da Primeira República, os principais líderes políticos e militares da Independência foram para o exílio. Bolívar escreveu o Manifesto de Cartagena onde analisa as razões para o fracasso da república e o futuro dos países que participaram desse processo, que mais tarde formariam a Gran Colômbia. Foi escrito em Cartagena de Indias (Colômbia), em 15 de dezembro de 1812. Entre as causas políticas, econômicas, sociais e naturais mencionadas por Bolívar estão:
- O uso do sistema federal, que Bolívar considera fraco para a época.
- A má administração das receitas públicas.
- O terremoto de Caracas de 1812.
- A impossibilidade de estabelecer um exército permanente.
- A influência contrária da Igreja Católica.

Do lado realista, Monteverde, convencido de seu sucesso, recusou entregar o poder ao general Fernando Mijares, que chegou a Puerto Cabello vindo de Porto Rico e foi nomeado Capitão-Geral pela Regência. Em violação ao acordo com Miranda, ele iniciou uma repressão contra os patriotas a fim de preparar o terreno para a execução de seus planos de invadir a República da Nova Granada, que havia sido declarada independente do poder espanhol. Ao saber de suas intenções, Bolívar solicitou sua incorporação ao exército da Nova Granada e apoio logístico para, posteriormente, iniciar as operações militares do que é conhecido na história como a Campanha Admirável.
Em 8 de janeiro de 1813, ele ocupou a cidade de Ocaña — a segunda em importância em Norte de Santander, depois de Cúcuta — após ter deixado o livre trânsito no Magdalena Medio, obtendo assim a navegação entre Bogotá e Cartagena. Em 16 de fevereiro, partiu para Cúcuta, pois havia perigo devido à presença de Ramón Correa e suas forças realistas. No caminho, derrotou uma força inimiga que bloqueava sua passagem em La Aguada. No dia 28 do mesmo mês ocorreu o que hoje é conhecido como a Batalha de Cúcuta, que concedeu a independência a essa cidade. O Libertador solicitou ajuda do governo neo-granadino por meio do Manifesto de Cartagena, que foi concebido para as ações que ele já havia realizado naquele país.

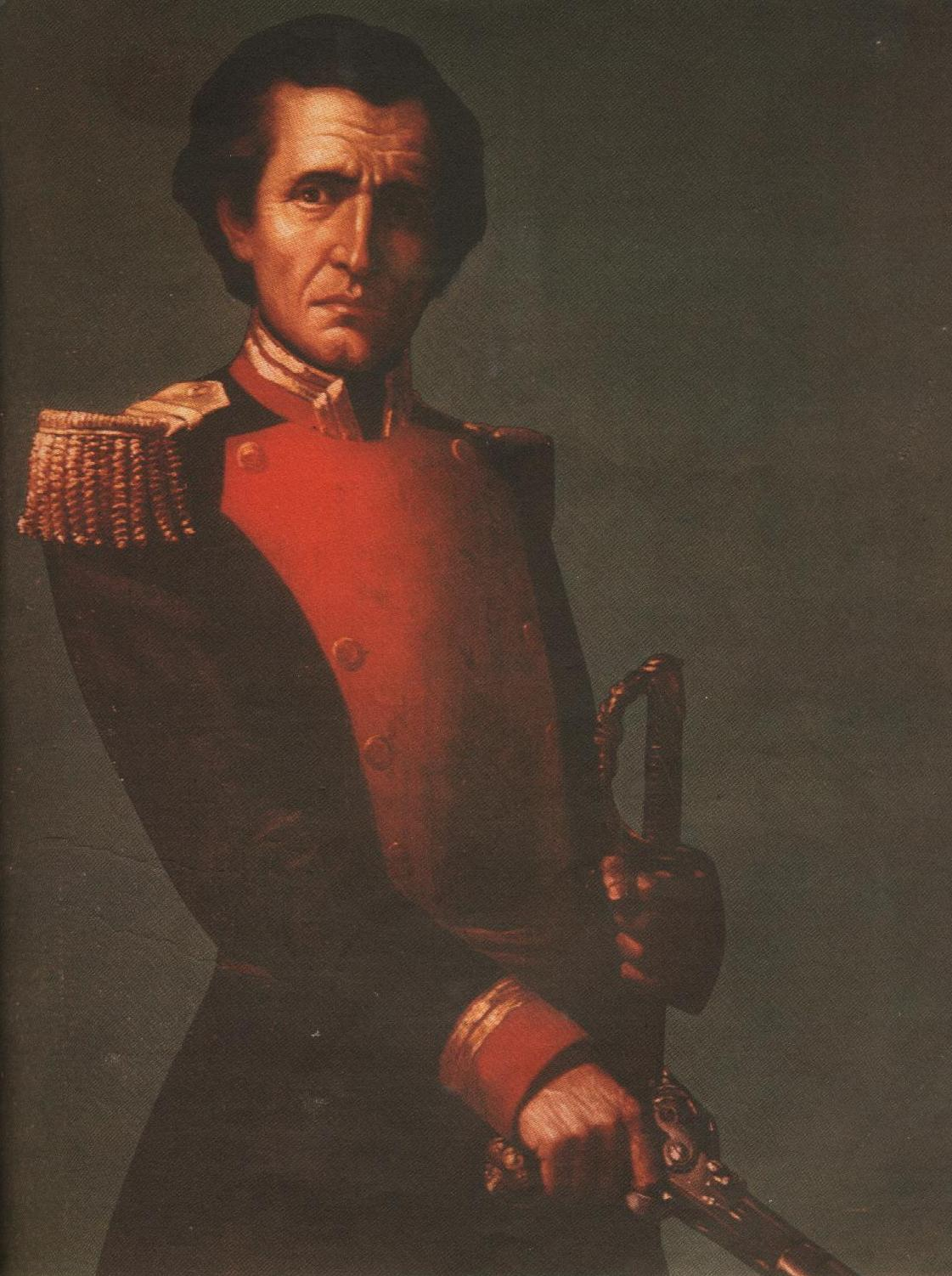
Antonio Ricaurte. "A liberdade para a pátria foi oferecida pela imortal proeza de Ricaurte, que encontrou seu Olimpo na terra de Aragua."

Nos primeiros seis meses de 1813, a resistência dos realistas colapsou. Monteverde foi derrotado e ferido. Ele recuou para Puerto Cabello, onde seus soldados o depuseram do comando. A guerra continuou com duas campanhas paralelas, desconexas mas eficazes: uma pelo Leste, comandada pelo general Santiago Mariño, conhecida como a Campanha do Oriente, e outra pelo Oeste, comandada por Bolívar, conhecida como a Campanha Admirável. Cumaná foi libertada em 3 de agosto de 1813 por Mariño; Bolívar entrou em Caracas em 6 de agosto.
A reconquista de Caracas pelos republicanos é, para os historiadores, o marco que sinaliza o início do que passou a ser chamado de Segunda República. De Caracas, Bolívar proclamou "Guerra à Morte com o extermínio da raça espanhola." O Município de Caracas conferiu a Bolívar o título de "El Libertador" ("O Libertador") e "General em Chefe do Exército Republicano". No ano seguinte, ele foi nomeado Supremo Comandante. A situação militar se complicou com o surgimento de José Tomás Boves, asturiano, que organizou um exército que lutou ao lado dos realistas e revoltou a população negra ou mestiça contra os brancos venezuelanos, isto é, aqueles que lideravam o processo de independência. Na opinião de alguns historiadores, Boves aproveitou o ressentimento social existente nesse grupo.
A partir de fevereiro de 1814, uma série de encontros entre patriotas e realistas ocorreu em uma área que se estendia do Lago de Valencia até San Mateo, no que é conhecido como os Valles de Aragua. Na casa-grande da hacienda San Mateo, propriedade de Simón Bolívar, encontrava-se o parque — cuja custódia foi confiada ao capitão Antonio Ricaurte e a um pequeno destacamento de 50 soldados. Durante o ataque realista, Francisco Tomás Morales tomou posse do engenho, enquanto uma de suas colunas — descendo a fila Los Cucharos — tomou a "casa-grande". O parque não foi capturado por essa coluna, pois foi impedido por seu custodiante, o capitão Antonio Ricaurte, que, ao ver tropas realistas em posição de capturar esse depósito, incendiou a pólvora e a detonou em 25 de março de 1814, fazendo com que ele e aqueles que estavam no interior do recinto perecessem. Bolívar aproveitou a desordem momentânea entre os atacantes e lançou um contra-ataque, recapturando a "casa-grande". A estátua que imortaliza o gesto heroico de Ricaurte no "Ingenio Bolívar em San Mateo" é obra do escultor Lorenzo Gonzalez. Em 1814, ocorreram batalhas sangrentas, represálias contra a população civil de ambos os lados e o cerco das cidades. A população de Caracas, ameaçada pela iminente chegada de Boves, teve que fugir para o leste. Historiadores marcam a Batalha de Maturín, em 11 de dezembro de 1814, como o fim da Segunda República.
Após o término da Campanha Admirável, com a entrada em Caracas, Bolívar retomou as operações contra a reação espanhola, que logo se fez sentir em grande parte do país. De Caracas, enviou os tenentes-coronéis Tomás Montilla para as planícies de Calabozo, ameaçadas por Boves, e Vicente Campo Elías para pacificar os Valles del Tuy, onde eclodira uma revolta. Boves derrotou uma guarda avançada de Montilla no cerco de Santa Catalina, recuando para Caracas, enquanto ele próprio entrou em Calabozo sem oposição. Nos Valles del Tuy, Campo Elías chegou a Ocumare del Tuy em 26 de agosto e, em pouco tempo, conseguiu pacificar a região, retornando depois para Caracas. Na capital, recebeu ordens para ir a Calabozo a fim de apoiar Montilla, o que resultou na derrota de Boves em Mosquiteros em 14 de outubro.

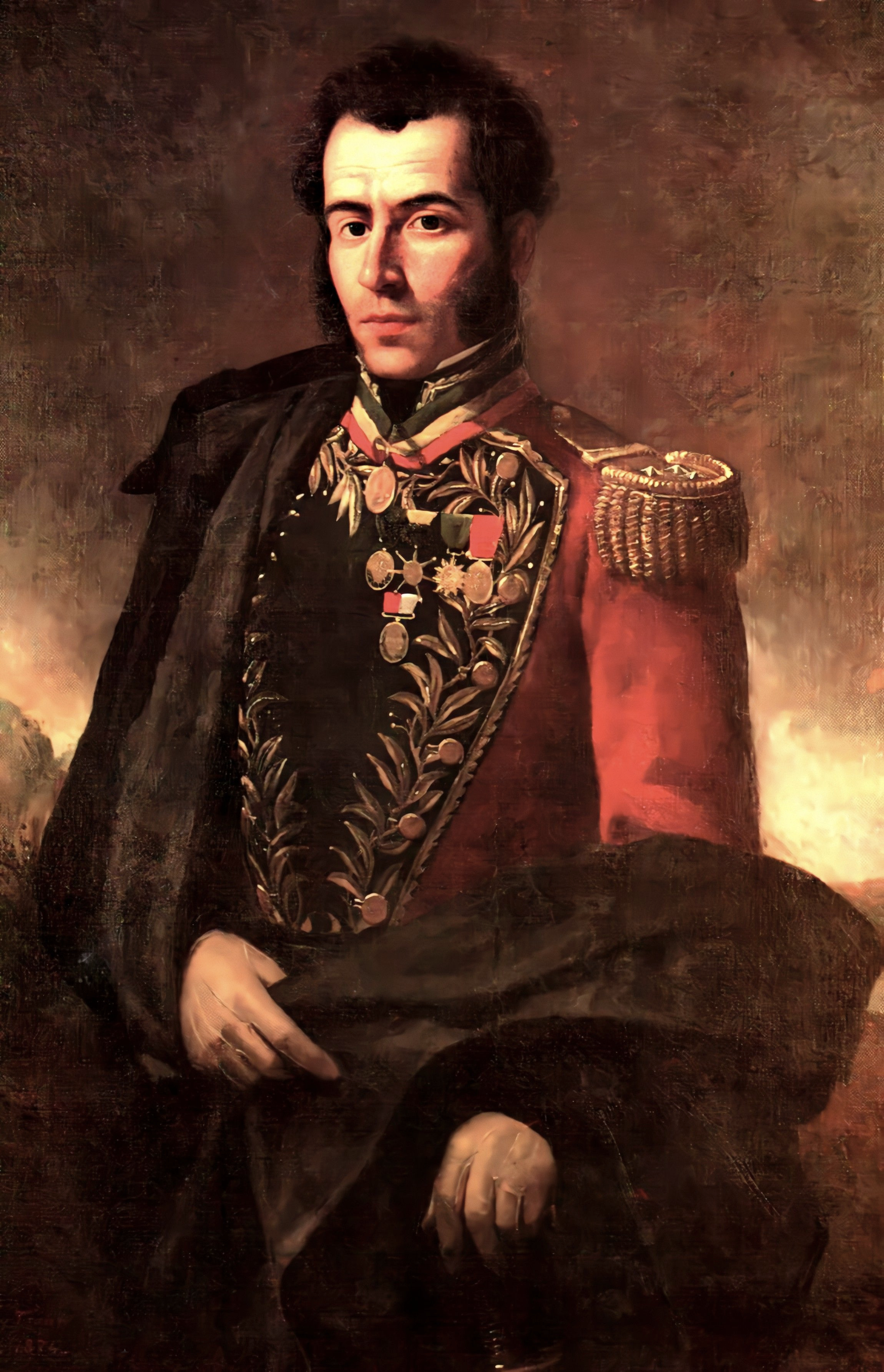
Grande Mariscal Antonio José de Sucre.

Bolívar dirigiu-se a Valencia com a coluna de Urdaneta, onde concentrou suas tropas e as dividiu em três colunas: a primeira, comandada por Garcia de Serna, para Barquisimeto contra o indígena Reyes Vargas; a segunda, liderada por Atanasio Girardot, para Puerto Cabello pela estrada de Aguas Calientes; e a terceira, por Rafael Urdaneta, também para Puerto Cabello, mas pela estrada de San Esteban. García de Cerna triunfou sobre Reyes Vargas em Cerritos Blancos, enquanto em Puerto Cabello Urdaneta e Girardot tomaram as fortalezas de Vigía alta, Vigía baixa e a cidade exterior. Monteverde recebeu reforços e lançou uma ofensiva em Valencia; Bolívar o esperou em Naguanagua e, em 30 de setembro, o derrotou na Batalha de Bárbula. Os realistas foram novamente derrotados na Batalha de Trincheras, em 3 de outubro. Monteverde recuou para Puerto Cabello e Bolívar retornou a Caracas após enviar Urdaneta contra Coro.
A derrota da Primeira República venezuelana em 1812 deixou no Libertador a marca mais profunda e, acima de tudo, a lição sobre a importância cardinal da unidade para o triunfo da revolução. "Nossa divisão, e não as armas espanholas, nos conduziu à escravidão", havia escrito em seu famoso Manifesto de Cartagena, refletindo sobre aqueles anos. A Campanha Admirável começou em 28 de fevereiro de 1813, com a Batalha de Cúcuta contra o coronel Ramón Correa, onde o marechal Ribas desferiu o golpe decisivo com uma carga de baioneta ao centro das linhas realistas.
O Libertador não se esqueceu de que a Primeira e a Segunda Repúblicas haviam colapsado porque a revolução fora orientada exclusivamente para a eliminação dos privilégios pessoais ou de natureza feudal, e para a proibição de títulos nobiliárquicos em benefício exclusivo dos ricos latifundiários venezuelanos ou neo-granadinos, sem levar em conta a massa de escravos ou pobres camponeses que constituíam a base do exército pró-independência.

"Nuestras armas, por siempre triunfales, humillaron al fiero español, del clarín a las voces marciales que oyó en sus montañas la tierra del sol. Coronó nuestras cumbres de gloria cuando Ribas la espada blandió, y a su homérico afán La Victoria con sangre opresora sus campos regó." (em português: "Nossas armas, para sempre triunfantes, humilharam o feroz espanhol, desde a corneta até as vozes marciais que se ouviram em suas montanhas, a terra do sol. Coroaram nossos cumes de glória quando Ribas brandiu a espada, e, com seu ímpeto homérico, a Vitória regou seus campos com o sangue dos opressores.")

### Decreto de Guerra à Morte

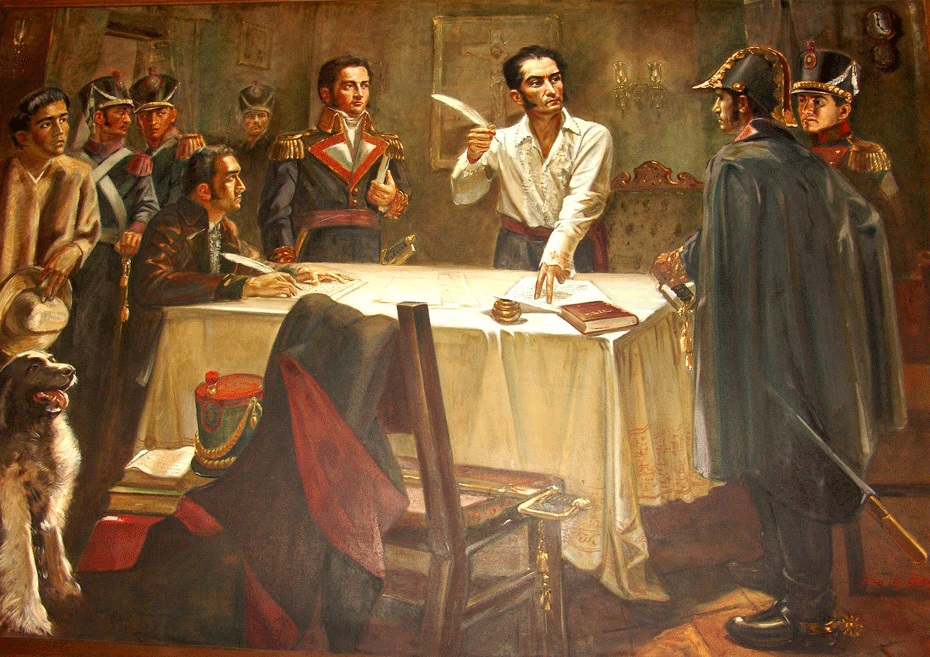
O Libertador Simón Bolívar assinando o Decreto de Guerra à Morte contra os espanhóis

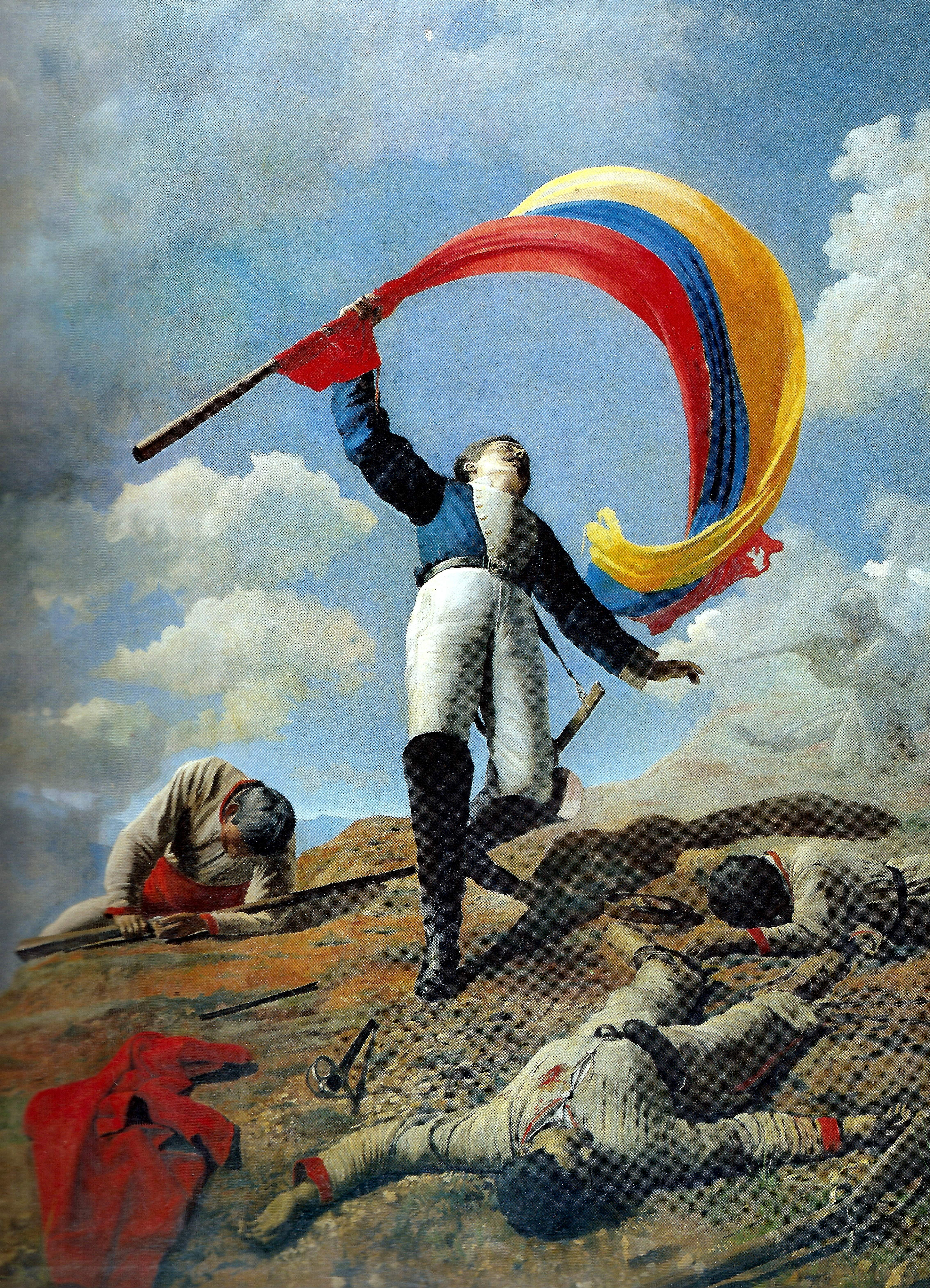
A Morte de Girardot em Bárbula – Pintura a óleo de Cristóbal Rojas

O coronel Atanasio Girardot juntou-se a Simón Bolívar na chamada Campanha Admirável do Libertador e lutou bravamente à frente de vários batalhões que conseguiram ocupar as cidades de Trujillo e Mérida. No avanço de Bolívar em direção a Caracas, Girardot ficou encarregado da retaguarda a partir de Apure, até alcançá-lo próximo à cidade de Naguanagua, ao lado da colina de Bárbula, onde se enfrentaria o exército realista comandado por Domingo Monteverde. Em 26 de agosto de 1813, Bolívar assumiu pessoalmente o cerco à praça de Puerto Cabello. Em 16 de setembro, chegaram reforços inimigos, de modo que Bolívar decidiu recuar para a cidade de Naguanagua. Diante da retirada dos patriotas, o realista Monteverde mobilizou suas tropas para o local de Las Trincheras, enviando uma coluna de homens para tomar posição nas alturas da hacienda Bárbula. Bolívar decidiu enviar, em 30 de setembro, as tropas de Girardot, Urdaneta e D'Elhuyar, que finalmente conseguiram desalojar os realistas, mas pagando um alto preço, com o sacrifício do coronel Girardot, que morreu ao ser atingido por uma bala de rifle enquanto tentava fixar a bandeira nacional na altura conquistada, durante a Batalha de Bárbula.

### Batalha de Araure

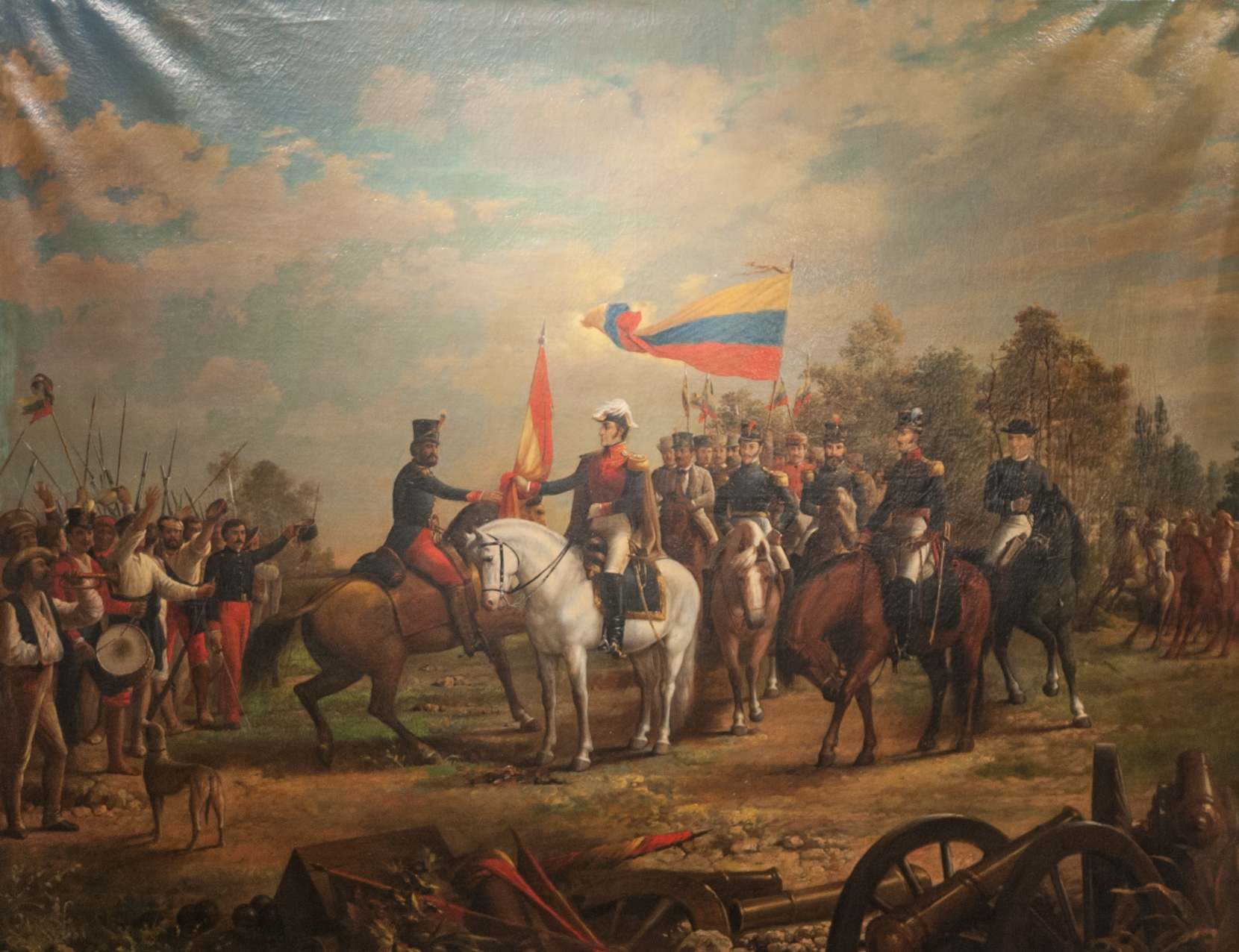
Entrega da bandeira do Numancia ao batalhão sem nome, óleo sobre tela, por Arturo Michelena

Após o fim da Campanha Admirável, os republicanos estavam em campanha contra os realistas no centro-oeste da Venezuela. Em uma dessas batalhas, próximo a Barquisimeto, os republicanos enfrentaram os realistas liderados por José Ceballos em 10 de novembro. Os republicanos foram derrotados devido à falta de coordenação entre as tropas. Profundamente irritado, o Libertador ordenou unir os remanescentes dos batalhões "Aragua", "Caracas" e "Agricultores", que haviam participado da batalha, em um único batalhão que não receberia nome.
A Venezuela estava sob o controle dos patriotas em meados de 1813, exceto pelas províncias de Guayana e Maracaibo. Em setembro de 1813, os realistas receberam reforços de Cádiz, intensificando os confrontos armados por todo o país, enquanto os sucessos dos patriotas continuavam até o fim de 1813. Nesses encontros, destaca-se a Batalha de Araure, na qual Simón Bolívar derrotou José Ceballos.
Em 3 de dezembro de 1813, Simón Bolívar soube que as forças realistas (3500 homens), sob o comando do brigadeiro José Ceballos, haviam se reunido com as de José Yáñez na vila de Araure, no Estado de Portuguesa; e, por isso, ordenou que todas as forças que estavam em El Altar e em Cojedes se dirigissem à concentração que ocorreria na cidade de Aguablanca. Em 5 de dezembro, os republicanos marcharam em direção a Araure e acamparam a cerca de 1 000 metros (3 300 pé) da cidade, em frente aos realistas, que haviam se posicionado na entrada da montanha do rio Acarigua, com as alas apoiadas por bosques, a frente coberta por um pequeno lago e as costas protegidas por uma floresta, além de dispor de 10 peças de artilharia.
O coronel Florencio Jiménez, comandante de Caracas, foi designado como o comandante do Batalhão sem nome ("Batalhão sem nome"). Para maior humilhação, o batalhão recebeu lanças em vez de fuzis como armas de combate. Tornou-se motivo de zombaria para o exército republicano, até que teve sua chance de provar seu valor novamente em 5 de dezembro de 1813, em Araure. Na Batalha de Araure, a ação do batalhão sem nome foi decisiva. Armados apenas com lanças, atacaram o batalhão Numancia — um dos melhores batalhões espanhóis — e conseguiram desorganizar seus quadros, forçando-os a recuar.
Em 5 de dezembro, os republicanos foram flanqueados e cercados por uma coluna de cavalaria; a pequena força atacante foi praticamente destruída. Enquanto isso, Bolívar reposicionou suas divisões para retomar o ataque. O coronel Manuel Villapol foi colocado à direita; o coronel Florencio Palacios, no centro; e o tenente-coronel Vicente Campo Elías, com o batalhão Barlovento, à esquerda. A cavalaria cobriu os dois flancos, e um corpo de cavalaria foi designado como reserva. Antes do ataque republicano, Ceballos marchou com sua cavalaria contra o flanco direito dos atacantes para distraí-los e desorganizá-los, mas Bolívar, atento ao movimento, empregou sua reserva, que desorganizou e fez a cavalaria adversária fugir.
Essa intervenção de Bolívar permitiu romper a frente inimiga, causando grande confusão na posição defensiva e resultando no triunfo dos republicanos. Uma divisão foi encarregada de percorrer o campo de batalha, coberto de cadáveres e suprimentos diversos, enquanto o próprio Bolívar conduzia a perseguição dos derrotados. As forças republicanas marcharam naquele dia até Aparición de la Corteza, onde Bolívar estabeleceu seu quartel-general provisório. A batalha começou ao amanhecer e durou aproximadamente seis horas. As tropas realistas eram numericamente superiores às patriotas, que capturaram 200 prisioneiros, quatro bandeiras e numerosas peças de artilharia. Nesse único confronto, intenso e violento, mais de 500 cavaleiros de Yáñez, os Ñaña dos llaneros, foram mortos. Aqui lutou o batalhão que, no dia anterior em Barquisimeto, fora punido pelo Libertador, que lhe negou o nome e o direito de portar a bandeira. Mas, tão bravamente se comportaram em ação, que Bolívar disse aos soldados no dia seguinte:

"Sua coragem garantiu, ontem, no campo de batalha, um nome para o seu corpo, e mesmo em meio ao fogo, quando os vi triunfantes, eu o proclamei como o Batalhão Vitorioso de Araure. Vocês tomaram dos inimigos as bandeiras que outrora foram vitoriosas; a famosa e invencível chamada de Numancia foi conquistada."

### Queda da Segunda República
A Batalha de Úrica foi uma ação militar tática da Guerra de Independência da Venezuela, travada na cidade de Úrica, no atual estado de Anzoátegui, em 5 de dezembro de 1814, entre o marechal de campo venezuelano José Félix Ribas e José Tomás Boves, reconhecido por sua extrema crueldade, tanto dentro quanto fora do campo de batalha. Rafael María Baralt o descreveu como cruel e sedento de sangue, pela aplicação da lei do talião em resposta às ações de Bolívar. Boves comandou os realistas na Batalha de Úrica, que resultou na morte do temível comandante. Ribas dispunha de 2.000 homens para essa empreitada, liderados por José Tadeo Monagas, Pedro Zaraza, Manuel Cedeño, Francisco Parejo e outros.

## Terceira República

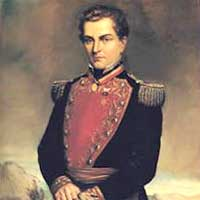
Santiago Mariño

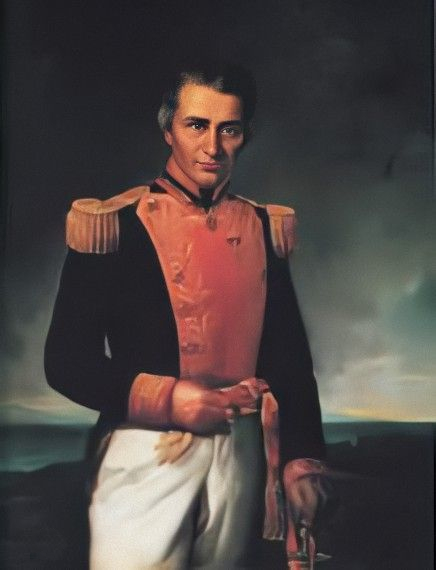
General Juan Bautista Arismendi, óleo sobre tela por Martín Tovar y Tovar.

A terceira república corresponde ao período entre 1817 e dezembro de 1819, ano em que Simón Bolívar criou a república da Gran Colômbia. Após a queda da Segunda República, os líderes patriotas refugiaram-se nas ilhas do Mar do Caribe, especialmente em Jamaica, Trinidad, Haiti e Curaçao. De lá, e com o apoio desses países – especialmente de Haiti – retomaram a luta.

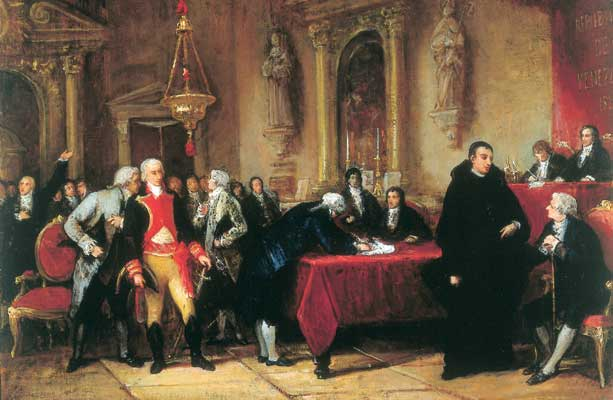
Assinatura da Declaração de Independência da Venezuela

Bolívar retorna à Nova Granada para tentar repetir o feito da Campanha Admirável, ação que é rejeitada por seus apoiadores. Sentindo-se incompreendido em Cartagena de Indias, decide trilhar o caminho do exílio para Jamaica em 9 de maio de 1815, incentivado pela ideia de alcançar o mundo anglófono e convencê-lo de sua cooperação com o ideal da independência hispano-americana.
Ele viveu em Kingston de maio a dezembro de 1815, período que dedicou à meditação e reflexão sobre o futuro do continente americano, considerando a situação relativa ao destino do México, da América Central, da Nova Granada – incluindo a atual Panamá –, Venezuela, Buenos Aires, Chile e Peru.
A Carta de Jamaica é um texto escrito por Simón Bolívar em 6 de setembro de 1815, em Kingston, em resposta a uma carta de Henry Cullen na qual são explicadas as razões que levaram à queda da Segunda República no contexto da Independência da Venezuela. Embora a carta tenha sido originalmente endereçada a Henry Cullen, fica claro que seu objetivo fundamental era chamar a atenção da nação liberal mais poderosa do século XIX, Grã-Bretanha, para que decidisse intervir na independência americana.

### A situação de Margarita
Por volta de 1815, o general Juan Bautista Arismendi é governador provisório da ilha de Margarita. O assédio espanhol começou por todo o território da república e, durante alguns meses, ele e sua família viveram nos arredores de La Asunción sob vigilância e pressão das autoridades espanholas sobre os simpatizantes da causa patriota na ilha.
Em setembro de 1815, Arismendi recebe ordem de ser preso; ele foge e se esconde com um de seus filhos no Montanhas de Copey. Em 24 de setembro, sua esposa Luisa Cáceres de Arismendi, que estava grávida, é feita refém para subjugar seu marido e trancada sob vigilância na casa da família Arnés; dias depois, ela é transferida para uma masmorra do Castillo Santa Rosa em La Asunción.
É nessa masmorra escura e sem iluminação da fortaleza que começa a tortura de Luisa, em decorrência dos maus-tratos e humilhações cometidos pelas tropas espanholas, aos quais ela jamais cedeu.
Um sentinela observa até mesmo os menores de seus movimentos, e ela é forçada a comer o alimento que lhe é dado como única refeição. Luisa permanece sentada dia e noite, sem se mover, para não atrair a atenção do guarda.
Certo dia, o capelão da fortaleza, retornando de suas funções, passa pela porta dela e a encara com uma atitude de derrota e humilhação. Comovido pela situação, ele consegue buscar comida em sua própria casa, subjuga o sentinela e coloca uma luz para iluminar a masmorra durante a noite.
As ações militares do general Arismendi permitem capturar diversos chefes espanhóis, entre eles o comandante Cobián da fortaleza de Santa Rosa, pelo qual o chefe realista Joaquín Urreiztieta propõe a Arismendi trocar esses prisioneiros por sua esposa.
Tal oferta não é aceita e o emissário recebe como resposta:

"Diga ao chefe espanhol que, sem um país, eu não quero uma esposa."
A partir desse momento, as condições de cativeiro se agravam e a possibilidade de liberdade desaparece quando os patriotas fracassam em uma tentativa de assaltar a fortaleza.
Um mês após seu aprisionamento, certa noite, ela ouve um alarme estrondoso e percebe que um ataque aos quartéis está sendo preparado. Nutre a esperança de um triunfo próprio, mas, ao amanhecer, quando tudo se acalma, ouve apenas os lamentos dos moribundos e feridos do combate.

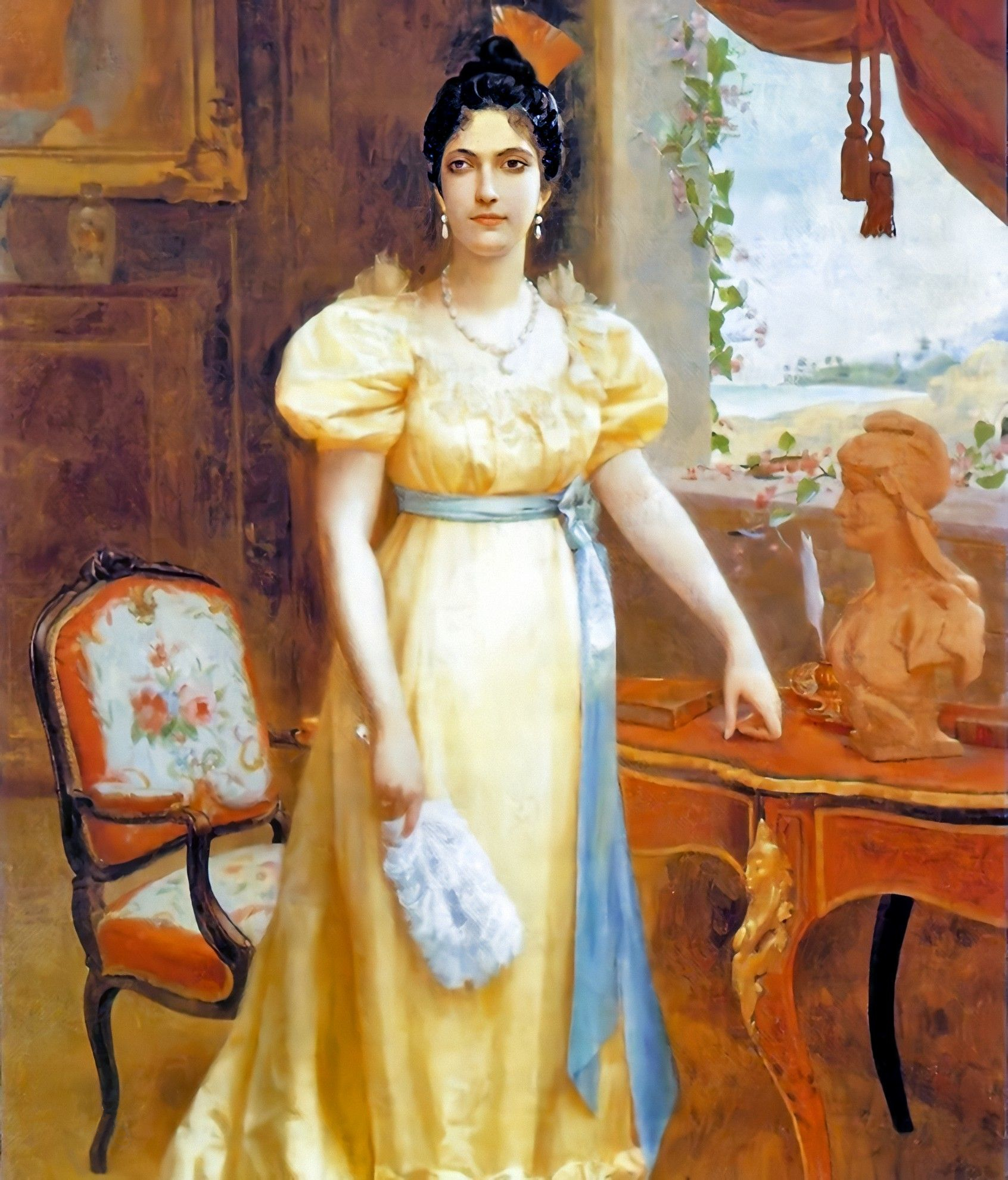
Luisa Cáceres de Arismendi

Horas depois, os soldados a retiram da prisão para conduzi-la pela esplanada dos quartéis, onde os prisioneiros haviam sido fuzilados. Luisa treme com a ideia de que ela também será sacrificada, mas está enganada: o objetivo de seus carrascos era que ela caminhasse sobre os cadáveres dos patriotas fuzilados, sobre aqueles corpos sem vida que ousaram tentar libertá-la.
O sangue derramado escoa para dentro da cisterna da prisão e Luisa é forçada a saciar sua sede com aquela água pútrida e pestilenta, misturada com o sangue de seus próprios parentes.
Em 26 de janeiro de 1816, Luisa deu à luz uma menina que morreu ao nascer, devido às precárias condições do parto na masmorra em que estava presa.
Durante todo esse tempo, ela foi mantida incommunicado e sem notícias de seus parentes.
Os triunfos das forças republicanas comandadas por Arismendi em Margarita e pelo general José Antonio Páez em Apure determinaram que o brigadeiro Moxó ordenasse a transferência de Luisa Cáceres de Arismendi para Cádiz; por isso, ela foi novamente levada para a prisão de La Guaira em 24 de novembro de 1816, e embarcou em 3 de dezembro.
Em alto mar, foram atacados por um navio corsário que apreendeu toda a carga e abandonou os passageiros na ilha de Santa Maria, nos Açores.
Incapaz de retornar à Venezuela, Luisa chega a Cádiz.
Ela é apresentada ao capitão-general de Andalusia, que protesta contra a decisão arbitrária das autoridades espanholas na América e a classifica como confinada, após ela pagar uma caução e se comprometer a comparecer mensalmente perante o juiz.
Durante sua estadia em Cádiz, ela recusou assinar um documento no qual declarava sua lealdade ao Rei de Espanha e negava a afiliação patriota de seu marido, respondendo que o dever dele era servir a seu país e lutar para libertá-lo.
O exílio passou sem notícias de sua mãe e de seu marido.

Quando a heroína Luisa Cáceres de Arismendi foi feita prisioneira e o chefe realista exigiu a rendição de seu marido, que disse, "Sem um país eu não quero uma esposa", ela respondeu, "Deixe meu marido cumprir seu dever e eu saberei como cumprir o meu."

### Expedição dos Cayos

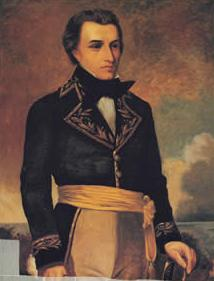
General Manuel Piar.

A expedição dos Cayos de San Luis, ou simplesmente expedição dos Cayos, é o nome dado às duas invasões que o Libertador Simón Bolívar realizou a partir de Haiti no final de 1815 durante 1816, com o propósito de libertar Venezuela das forças espanholas.
Após deixar o porto dos Cayos, na parte ocidental de Haiti, a expedição parou por 3 dias na Ilha Beata, ao sul da fronteira entre Haiti e Santo Domingo, para continuar seu itinerário, no qual os primeiros dias de abril de 1816 ocorreram ao largo da costa sul do que hoje é a República Dominicana; em 19 de abril de 1816, chegaram à ilha de Vieques, próxima à costa de Porto Rico, evento celebrado com salvas de artilharia; em 25 de abril, chegaram à ilha holandesa de Saba, 20 km (12 mi) de San Bartolomé, de onde partiram em direção à Margarita, lutando em 2 de maio antes de chegar, na batalha naval de Los Frailes, na qual o esquadrão de Luis Brión saiu vitorioso e capturou a brigantina espanhola El Intrépido e o escuna Rita.
Em 3 de maio de 1816, tocaram o solo venezuelano na ilha de Margarita, onde, em 6 de maio, uma assembleia presidida pelo general Juan Bautista Arismendi ratificou os poderes especiais conferidos a Bolívar em Los Cayos.

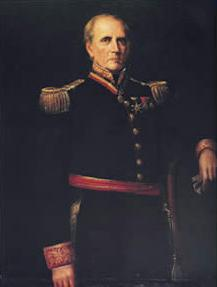
General Carlos Soublette, óleo sobre tela por Martín Tovar y Tovar.

Após essa ratificação, as forças expeditionárias de Bolívar seguiram para Carúpano, onde finalmente desembarcaram e proclamaram a abolição da escravidão; em seguida, continuaram para Ocumare de la Costa, desembarcaram e alcançaram Maracay, mas foram obrigados a recuar, assediados por Morales, deixando parte de suas tropas na praia e 600 homens, sob o comando de McGregor, que empreenderam a retirada por terra através dos Valles de Aragua do Leste, conhecidos como a Retirada dos Seiscentos.
Após retornar a Haiti e organizar uma nova expedição, Bolívar partiu do porto de Jacmel e chegou a Juan Griego em 28 de dezembro de 1816, e a Barcelona no dia 31, onde estabeleceu seu quartel-general e planejou uma campanha contra Caracas com a concentração das forças atuantes em Apure, Guayana e Oriente, mas, após uma série de contratempos, abandonou o plano e deslocou-se para Guayana para tomar o comando das operações contra os realistas na região.
Apesar dos contratempos sofridos pelos expeditionários e pelo próprio Libertador em Ocumare, a importância histórica da Expedição dos Cayos reside no fato de que permitiu que Santiago Mariño, Manuel Piar e, posteriormente, José Francisco Bermúdez empreendessem a libertação da parte oriental do país, e que MacGregor, juntamente com Carlos Soublette e outros líderes, ingressassem definitivamente na Terra Firme, abrindo caminho para o triunfo definitivo da República.

### Desembarque nas Costas

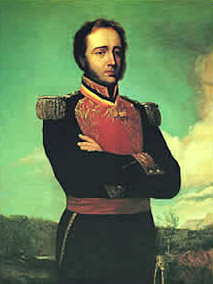
General Gregor MacGregor, óleo sobre tela por Martín Tovar y Tovar.

A Retirada dos Seiscentos foi uma jornada de centenas de quilômetros por território hostil aos patriotas, ocorrida durante a Expedição dos Cayos em 1816, na qual lutaram ao longo do percurso com poucas armas e munições.
Uma vez concluída a retirada, os seiscentos reuniram-se com as forças patriotas do leste, sob o comando de Manuel Piar, com renovada confiança.
Os patriotas venezuelanos desembarcaram na costa de Aragua e, a partir daí, dividiram-se em várias colunas, penetrando pela selva e alcançando Maracay, mas a ofensiva lançada por Francisco Tomás Morales em resposta ao desembarque os empurrou de volta para as praias.
Na confusão que se seguiu, os patriotas embarcaram apressadamente, deixando na praia a maior parte de seus equipamentos, bem como 600 homens sob o comando de Gregor MacGregor.
Posteriormente, o general Santiago Mariño, auxiliado por José Francisco Bermúdez, marchou para Irapa, onde atacou e destruiu a guarnição de Yaguaraparo.
Após a ofensiva, ele chegou a Carúpano, depois que os realistas haviam abandonado a praça; em 15 de setembro, estabeleceu-se em Cariaco e, com o apoio do esquadrão de Juan Bautista Arismendi, iniciou operações contra a cidade de Cumaná, a primogênita do continente americano.
Após alguns sucessos em Maturín e ao tomar conhecimento do avanço de Santiago Mariño em Cumaná e da retirada de MacGregor, o general Piar chegou a Chivacoa com 700 homens e, de lá, passou para Ortiz para ameaçar Cumaná e servir de elo entre Mariño e MacGregor.
Após várias confrontações, Piar avançou para a província do Guayana, onde o general Manuel Cedeño operava e unificava suas forças; avançaram contra a cidade de Angostura, cuja defesa era mantida pelo brigadeiro Miguel de la Torre.
A expedição de Jacmel desembarcou em Barcelona em 31 de dezembro de 1816. Bolívar estabeleceu seu quartel-general na cidade e, a partir daí, planejou uma ofensiva contra Caracas, que seria executada após a concentração de tropas provenientes das regiões ocupadas pelos patriotas: Apure, Guayana e Cumaná.
Bolívar executou uma "diversão" ao longo da costa de Píritu com o propósito de desviar a atenção dos realistas para Caracas enquanto a concentração planejada se desenvolvia, mas a derrota sofrida na Clarines em 9 de janeiro de 1817 deixou essa manobra sem efeito, fazendo com que Bolívar retornasse a Barcelona.
As dificuldades políticas e estratégicas forçaram Bolívar a suspender a "Campanha de Barcelona"; dele, partiu para Guayana, onde se encontrava Manuel Piar, deixando as forças de Barcelona sob o comando do general Pedro María Freites.

### Campanha de Guayana

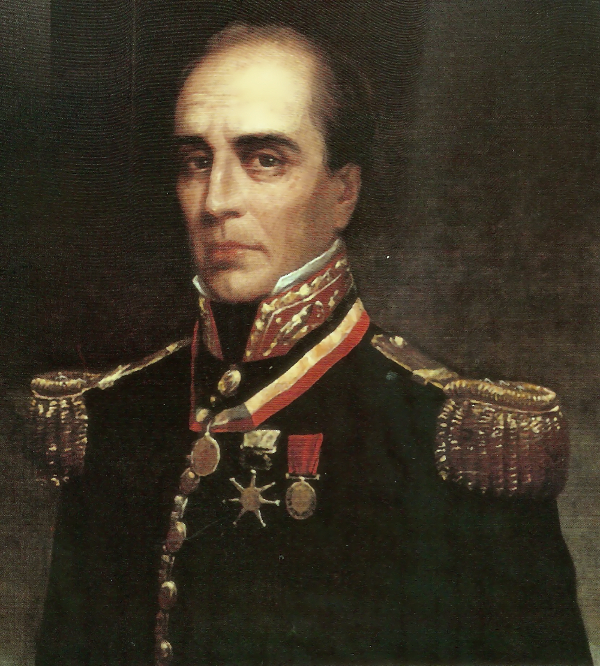
Gral. Rafael Urdaneta.

A Campanha de Guayana de 1816–1817 foi a segunda campanha realizada pelos patriotas venezuelanos na Guerra de Independência da Venezuela na região do Guayana, após a campanha de 1811–1812 – que terminou em desastre.
A campanha foi um grande sucesso para os republicanos, sob o comando de Manuel Piar, que, após várias batalhas, conseguiram expulsar todos os realistas da região, deixando-os no poder de uma área rica em recursos naturais e com boas condições de comunicação, servindo de base para lançar campanhas em outras regiões do país.

### Os Llanos

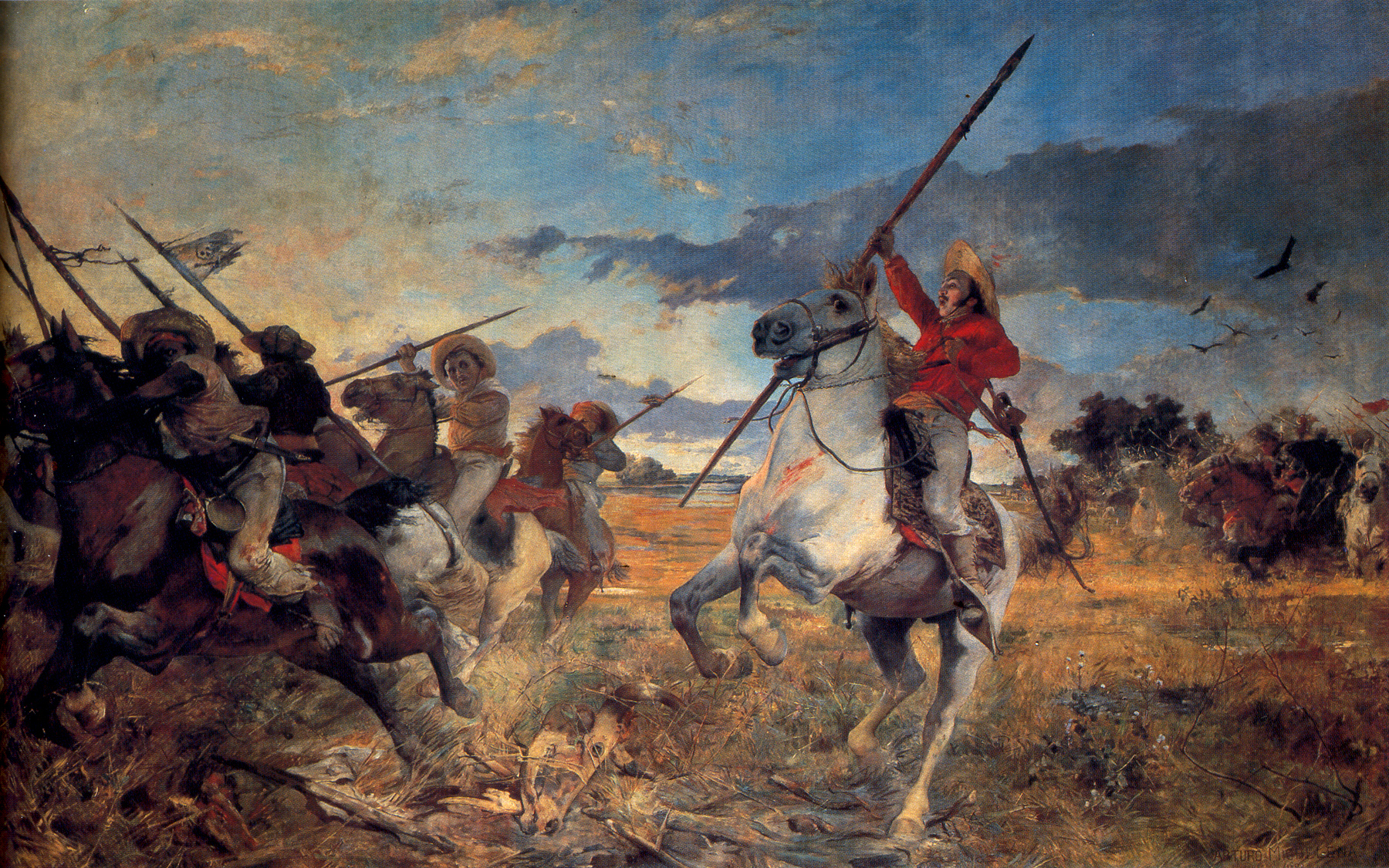
Vuelvan caras, óleo sobre tela (1890) por Arturo Michelena, retratando o momento em que Páez ordenou a retirada do inimigo.

Com José Antonio Páez e em Guayana com Manuel Piar, San Félix e Angostura são libertados em 1818, proporcionando aos patriotas um território repleto de riquezas e com acesso ao mar por meio do rio Orinoco.
José Antonio Páez encontra-se com Simón Bolívar, que veio de Angostura, ao sul do Orinoco, para unir-se ao exército de Apure na campanha contra Guárico.
O general Páez reconheceu a autoridade de Bolívar e, em 12 de fevereiro de 1818, com a Toma de las Flecheras, onde os lanceiros llaneros atravessaram o rio Apure a cavalo, nadando diante da confusa visão dos realistas e capturando os barcos espanhóis, consolidou seu prestígio.
Em seguida, na Batalha de Calabozo, Bolívar saiu vitorioso sobre Pablo Morillo; Páez assumiu o comando da vanguarda para perseguir os espanhóis e os derrotou em Uriosa em 15 de fevereiro de 1818.
A Batalha de Las Queseras del Medio foi uma importante ação militar realizada em 2 de abril, –, que caiu sobre os perseguidores, destruindo a cavalaria realista que fugia de volta para seu acampamento.
Las Queseras foi o maior triunfo da carreira militar do general Páez; em reconhecimento à brilhante ação, Bolívar o decorou com a Ordem do Libertador no dia seguinte.
Após ser promovido em San Juan de Payara pelo Libertador a general de divisão, Páez lutou na Campanha de Apure, juntamente com Bolívar, contra as tropas de Morillo que haviam invadido Apure.
Quando a campanha de Apure terminou com o recuo de Morillo para Calabozo, Bolívar iniciou a Campanha para a Libertação da Nova Granada e Páez foi designado para funções de segurança e reserva estratégica, para vigiar os movimentos de Morillo e impedir um possível ataque às forças de Bolívar, em conjunto com o exército do leste.

### Congresso de Angostura

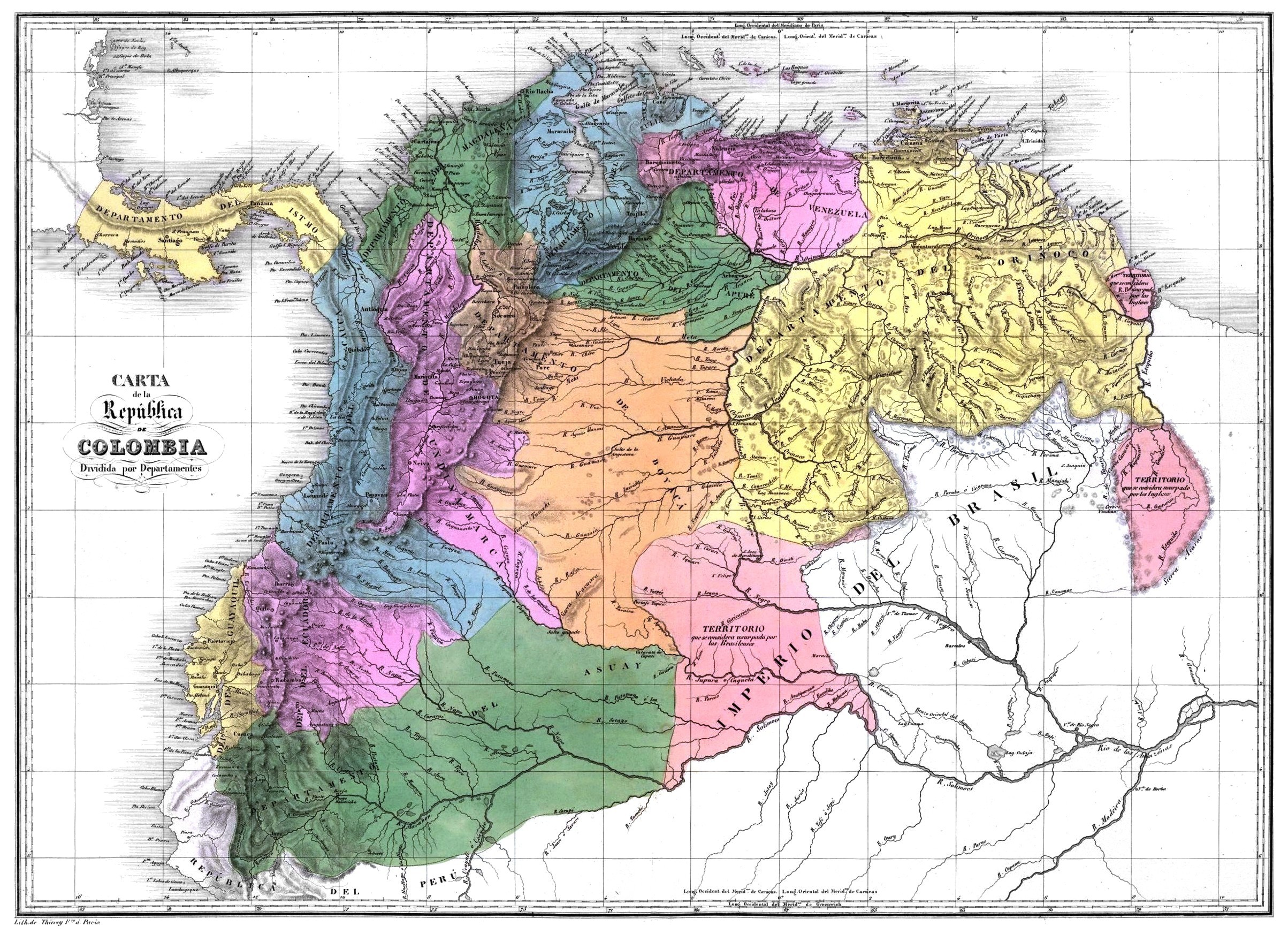
Mapa da Gran Colômbia.

Em 15 de fevereiro de 1819, Bolívar instalou o Congresso de Angostura e proferiu o Discurso de Angostura, elaborado no contexto das guerras de Independência da Venezuela e da Colômbia.
O Congresso reuniu representantes da Venezuela, da Nova Granada (atualmente Colômbia) e de Quito (atualmente Equador).
As decisões inicialmente tomadas foram as seguintes:
- A Nova Granada foi renomeada como Cundinamarca e sua capital, Santa Fe, foi renomeada para Bogotá. A capital de Quito seria Quito. A capital da Venezuela seria Caracas. A capital da Gran Colômbia seria Bogotá.
- Foi criada a "República da Colômbia", que seria governada por um presidente. Haveria um vice-presidente que substituiria o presidente em sua ausência. (Historicamente, é comum chamar a Colômbia do Congresso de Angostura de Gran Colômbia).
- Os governadores dos três departamentos também seriam chamados de vice-presidentes.
- O presidente e o vice-presidente seriam eleitos por voto indireto, mas, para os fins iniciais, o congresso os elegeu da seguinte forma: Presidente da República: Simón Bolívar e Vice-presidente: Francisco de Paula Santander. Em agosto, Bolívar retomou sua função de Libertador e partiu para o Equador e o Peru, deixando Santander à frente da presidência.
- A Bolívar foi agraciado com o título de "Libertador" e seu retrato seria exposto na sala de sessões do congresso com o lema "Bolívar, Libertador da Grande Colômbia e pai da Pátria".

Em 17 de dezembro de 1819, foi declarada a união da Venezuela e da Nova Granada, e nasceu a República de Colômbia, atualmente conhecida como Gran Colômbia. Assim culmina a Terceira República.
Naquela época, os espanhóis ficaram apenas com o centro setentrional do país, incluindo Coro, Mérida, Cumaná, Barcelona e Maracaibo.

### Armistício de Santa Ana

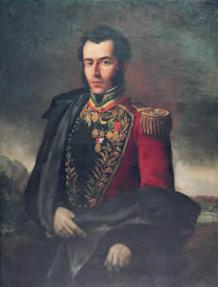
O Grande Mariscal de Ayacucho, Antonio José de Sucre.

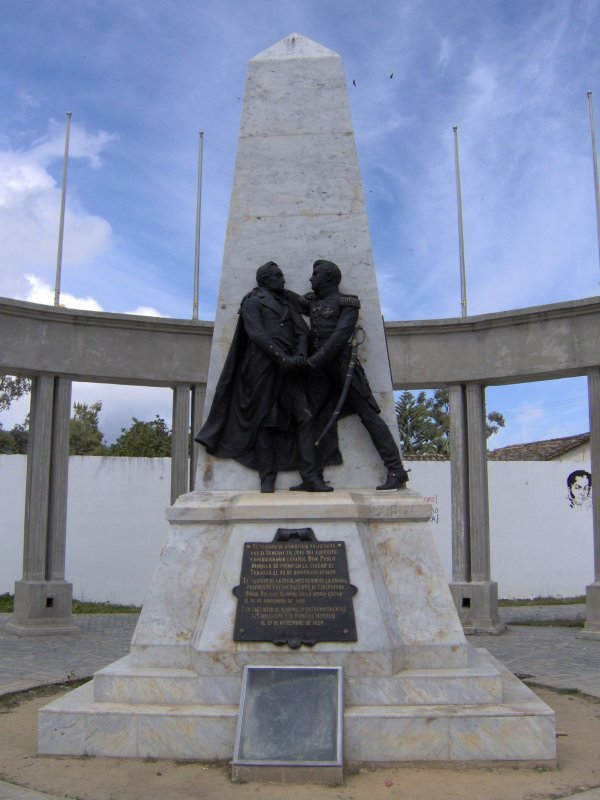
Monumento ao abraço de Bolívar e Morillo em Santa Ana de Trujillo

Após seis anos de guerra, o general espanhol Pablo Morillo concordou em encontrar-se com Bolívar em 1820. Depois que a Nova Granada foi libertada e a República da Colômbia criada, Bolívar assinou com o general espanhol Pablo Morillo, em 26 de novembro de 1820, um armistício, bem como um Tratado de Regularização da Guerra.
O marechal Sucre redigiu este Tratado de Armisticio e Regularização da Guerra, considerado por Bolívar como "o monumento mais belo de piedade aplicado à guerra".
O Capitão-General Pablo Morillo recebeu instruções de Espanha em 6 de junho de 1820 para arbitrar com Simón Bolívar o cessar das hostilidades.
Morillo informou Bolívar sobre a trégua unilateral do exército espanhol e convocou um acordo para regularizar a guerra.
Os plenipotenciários de ambos os lados reuniram-se e, em 25 de novembro, Bolívar e Morillo fizeram o mesmo.
No mesmo dia 25, foi assinado o armistício entre a República da Colômbia e Espanha, que suspendeu todas as operações militares no mar e em terra na Venezuela, confinando os exércitos de ambos os lados às posições que ocupavam no dia da assinatura, conforme a linha de demarcação estabelecida.
A importância dos documentos redigidos por Antonio José de Sucre – sua primeira ação diplomática – foi a paralisação temporária dos combates entre patriotas e realistas e o fim da Guerra à Morte iniciada em 1813.
O Armistício de Santa Ana permitiu que Bolívar ganhasse tempo para preparar a estratégia para a Batalha de Carabobo, que asseguraria a independência venezuelana.
O documento marcou um marco no direito internacional, pois Sucre estabeleceu o tratamento humanitário mundial que, desde então, os derrotados passaram a receber dos vencedores em uma guerra.
Dessa forma, ele se tornou um pioneiro dos direitos humanos.
A magnitude do tratado foi tamanha que Bolívar escreveu em uma de suas cartas:

"(...) este tratado é digno da alma de Sucre (...)"
O objetivo do Tratado de Armistício era suspender as hostilidades para facilitar as negociações entre as partes, com vistas a concluir uma paz definitiva.
Esse tratado foi firmado por seis meses, obrigando ambos os exércitos a permanecer nas posições que ocupavam no momento de sua assinatura.
O Tratado de Armistício foi:

"Pelo qual a guerra, doravante, será travada entre Espanha e Colômbia como é travada pelos povos civilizados."
Pablo Morillo relata em suas memórias que, ao chegar a Espanha, após o abraço com Simón Bolívar e a assinatura do Tratado de Armistício de Santa Ana, o Rei de Espanha o chamou para sua presença e disse:

"Explique-me como é que você, que triunfou contra os franceses, contra as tropas de Napoleón Bonaparte, chega aqui derrotado por selvagens."
Ao que o general respondeu:

"Vossa Majestade, se me der um Páez e 100.000 llaneros de Apure, que vocês chamam de selvagens, eu colocarei toda a Europa aos seus pés."

### Batalha de Carabobo

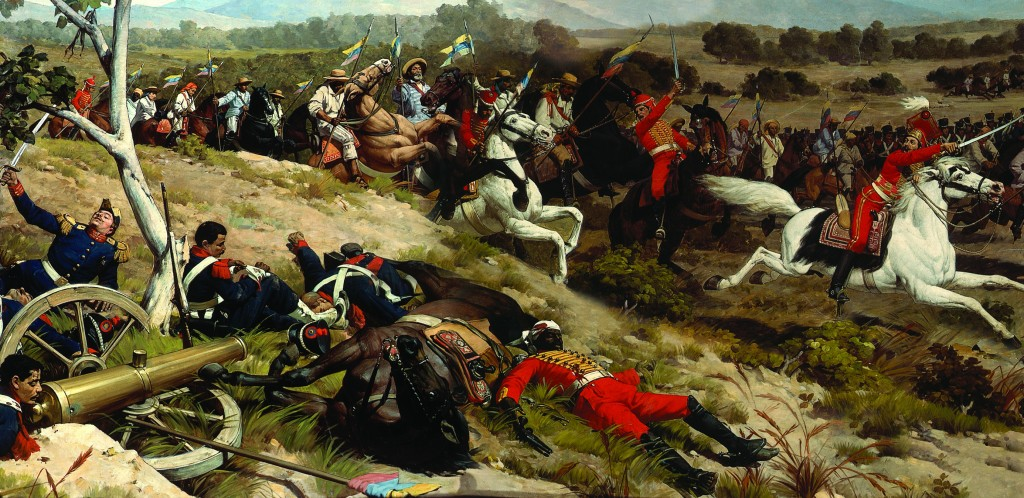
A Batalha de Carabobo consolidou a Emancipação da Venezuela, travada pelo exército do Libertador sob o comando supremo do Comandante-em-Chefe Simón Bolívar em 24 de junho de 1821.

Quando o armistício expirou em 28 de abril de 1821, ambos os lados iniciaram a mobilização de suas forças; os espanhóis dispunham de um posicionamento que favorecia um combate "em detalhe", derrotando as divisões patriotas uma a uma.
Os patriotas, comandados por Bolívar, precisavam concentrar suas tropas para obter uma batalha decisiva única.
A concentração das tropas de independência ocorreu na cidade de San Carlos, onde convergiram os exércitos de Bolívar, Páez e a divisão do coronel Cruz Carrillo.
O exército do leste, liderado por José Francisco Bermúdez, realizou uma manobra de distração avançando sobre Caracas, La Guaira e os Valles de Aragua, o que obrigou La Torre a enviar cerca de 1.000 homens contra ele para recuperar as posições e garantir sua retaguarda.
O exército pró-independência avançou de San Carlos até Tinaco, sob o comando do coronel José Laurencio Silva, que tomou as posições realistas em Tinaquillo.
No dia 20, o exército colombiano cruzou o rio Tinaco e, no dia 23, Bolívar revisou suas forças na Sabana de Taguanes.
Nas primeiras horas de 24 de junho, a partir das alturas do morro Buenavista, Bolívar realizou um reconhecimento da posição realista e concluiu que ela era impenetrável pela frente e pelo sul.
Consequentemente, ordenou que as divisões modificassem sua marcha pela esquerda e se dirigissem ao flanco direito dos realistas, que estava descoberto; isto é, Bolívar concebeu uma manobra visando transpor a ala direita inimiga, operação executada pelas divisões de José Antonio Páez e Cedeño, enquanto a divisão Plaza seguia pela estrada em direção ao centro da posição defensiva.
A Batalha de Carabobo foi um combate entre os exércitos da Grande Colômbia, liderados por Simón Bolívar, e os do Reino de Espanha, comandados pelo marechal Miguel de la Torre, ocorrendo em 24 de junho de 1821, na Sabana de Carabobo.
A batalha resultou em uma vitória decisiva para a independência, crucial para a libertação de Caracas e do restante do território que ainda permanecia nas mãos dos realistas – fato definitivamente alcançado em 1823 com a Batalha Naval do Lago de Maracaibo e a captura do Castelo San Felipe em Puerto Cabello.
O triunfo permitiu que Bolívar iniciasse as Campanhas do Sul enquanto seus subordinados finalizavam a luta na Venezuela.
Em 29 de junho, as tropas de Bolívar entraram em Caracas.
Os habitantes brancos haviam abandonado a cidade: as casas foram saqueadas e nas ruas havia apenas mendigos e cadáveres.
Cerca de 24.000 pessoas deixaram a Venezuela rumo às ilhas do Caribe, aos Estados Unidos ou à Espanha.
Bolívar ordenou a confiscação de todas as posses dos que emigraram, incluindo suas plantações.

### Batalha Naval do Lago de Maracaibo

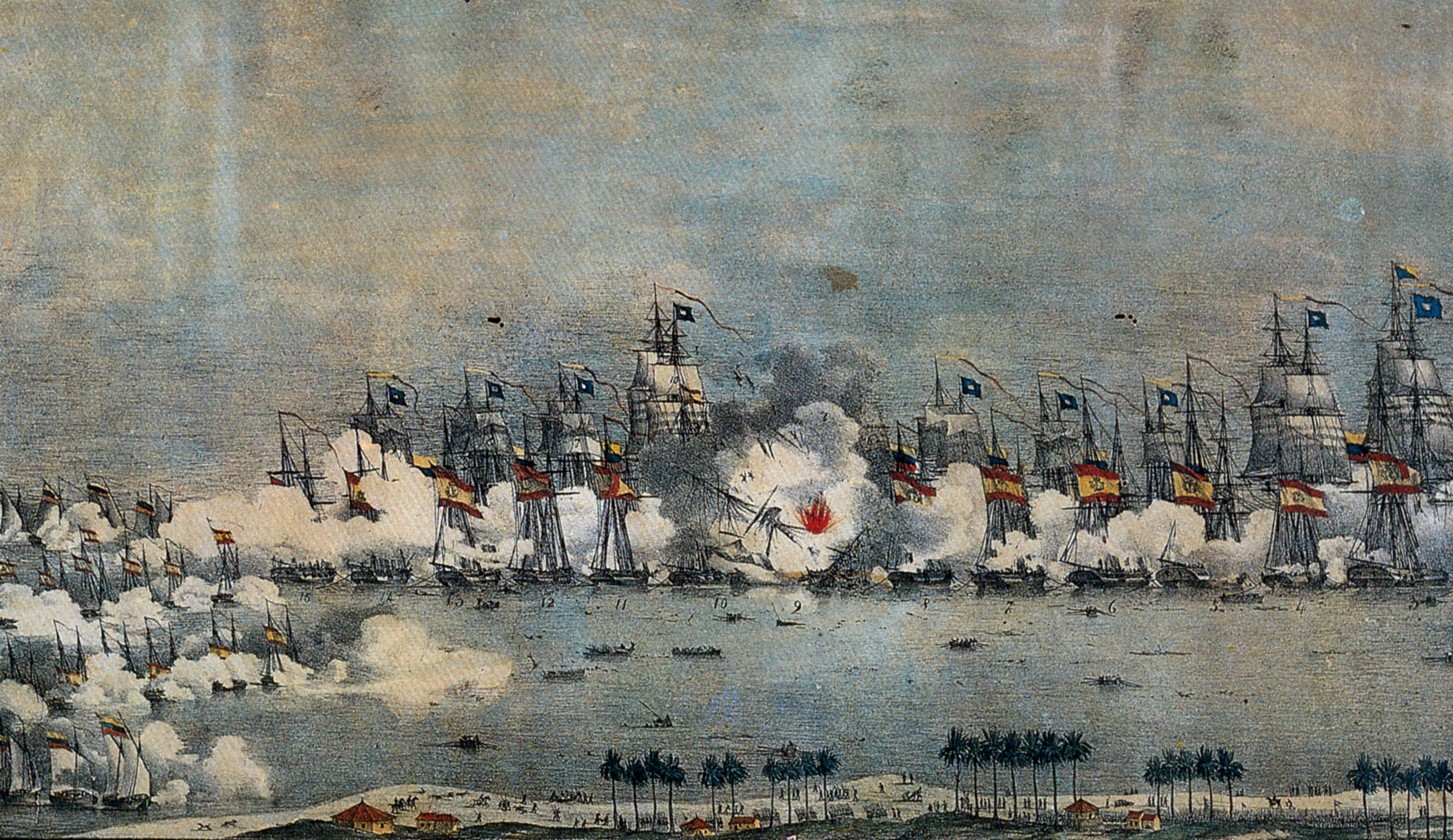
Batalha Naval do Lago de Maracaibo

A Batalha Naval do Lago de Maracaibo, também conhecida como Batalha Naval do Lago, foi uma batalha naval travada em 24 de julho de 1823, nas águas do Lago de Maracaibo, no atual estado de Zulia, Venezuela.
Ela selaria definitivamente a independência venezuelana de Espanha, sendo uma ação decisiva nas campanhas navais da Independência.
Os espanhóis haviam reconquistado as províncias de Coro e Maracaibo, o que lhes concedeu um território considerável no oeste do país.
As autoridades da República decretaram um bloqueio naval das costas do país; a entrada no Lago de Maracaibo foi forçada pelo almirante Padilla em 8 de maio de 1823, e, após várias ações limitadas, a batalha decisiva ocorreu em 24 de julho de 1823, resultando num triunfo colombiano completo.
A derrota no Lago de Maracaibo tornou a posição de Morales insustentável e ele capitulou em 3 de agosto.
Quando o dia terminou, o almirante Padilla ordenou que o esquadrão permanecesse onde lutara.
Logo depois, dirigiu-se aos portos de Altagracia para reparar os danos em suas embarcações.
Por sua vez, o comandante Ángel Laborde foi ao castelo, venceu no bar, atracou em Puerto Cabello e, com os arquivos do apostadromo, seguiu para Cuba.
As perdas dos republicanos foram de 8 oficiais e 36 tripulantes e soldados mortos, 14 dos primeiros e 150 destes feridos, além de um oficial ferido; já as dos realistas foram maiores, sem contar os 69 oficiais e 368 soldados e marinheiros feitos prisioneiros.
Em 2 horas de combate feroz, a ação foi decidida, abrindo caminho para negociações com o Capitão-General Francisco Tomás Morales; em 3 de agosto, este foi forçado a render o restante da frota realista, a praça de Maracaibo, o Castelo San Carlos, o Castelo San Felipe em Puerto Cabello, bem como todos os outros locais ocupados pelos oficiais espanhóis.
Em 5 de agosto, o último oficial a serviço do Rei de Espanha deixou o território venezuelano: a liberdade da Venezuela estava decidida.

## Gran Colômbia

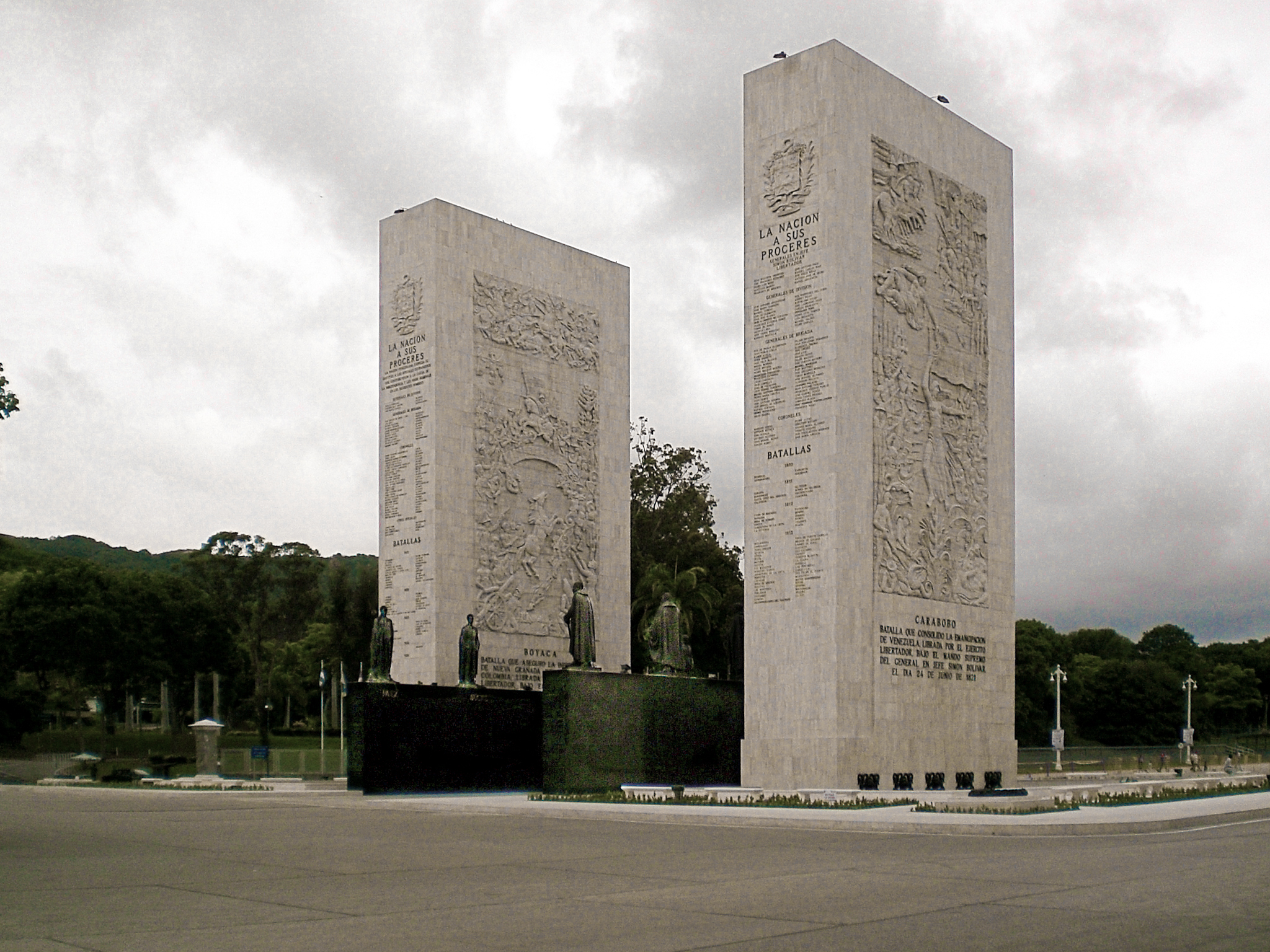
Monumento da Nação aos seus Heróis em Caracas. No Paseo Los Próceres há fontes, escadarias, passagens e muros, bem como estátuas dos principais heróis venezuelanos da independência da América.

Isso ocorreu entre 1819 e 1830, quando Venezuela, Nova Granada e Equador foram unidas como uma única república chamada Gran Colômbia. No entanto, a dissolução dessa república vinha se gestando desde os primeiros dias de sua criação.
A Gran Colômbia foi criada em 1819 pela lei fundamental do Congresso de Angostura e organizada pelo Congresso de Cúcuta, de acordo com a Constituição de Cúcuta.
Em 1827, a união gran-colombiana (à qual Quito, atualmente Equador, aderiu em 1823) entrou em crise, e os esforços de Bolívar e de outros para impedir sua desintegração foram em vão.
Em 1830, a Nova Granada, a Venezuela e Quito se separaram.
Em 17 de dezembro daquele ano, Bolívar morreu.
No Congresso de Valencia foram escolhidos os deputados que se reuniram nessa cidade a partir de 6 de maio de 1830 para discutir a dissolução da Gran Colômbia, com a separação da Venezuela.

## Resultados
A independência da Venezuela foi finalmente reconhecida por Espanha em 30 de março de 1845, por meio de um tratado de paz e amizade celebrado entre os governos da Rainha Isabel II de España e do presidente venezuelano Carlos Soublette.
A igualdade dos cidadãos perante a lei foi estabelecida na Constituição Federal de 1811.
Foram eliminados os títulos nobiliários e os aforamentos, revogadas as leis que degradavam civilmente os pardos, e também foi reconhecido o direito à propriedade e à segurança.
Essas disposições permaneceram nas demais constituições promulgadas ao longo do tempo na Venezuela. Contudo, a desigualdade entre as camadas sociais continuou, embora agora fundamentada na posse de riquezas, e não na etnia.
A Constituição Federal de 1811 ratificou a proibição, dada em 14 de agosto de 1810 pela Suprema Junta de Caracas, de introduzir escravos negros no país.
Contudo, a escravidão perdurou até 1854, quando o presidente José Gregorio Monagas a eliminou.

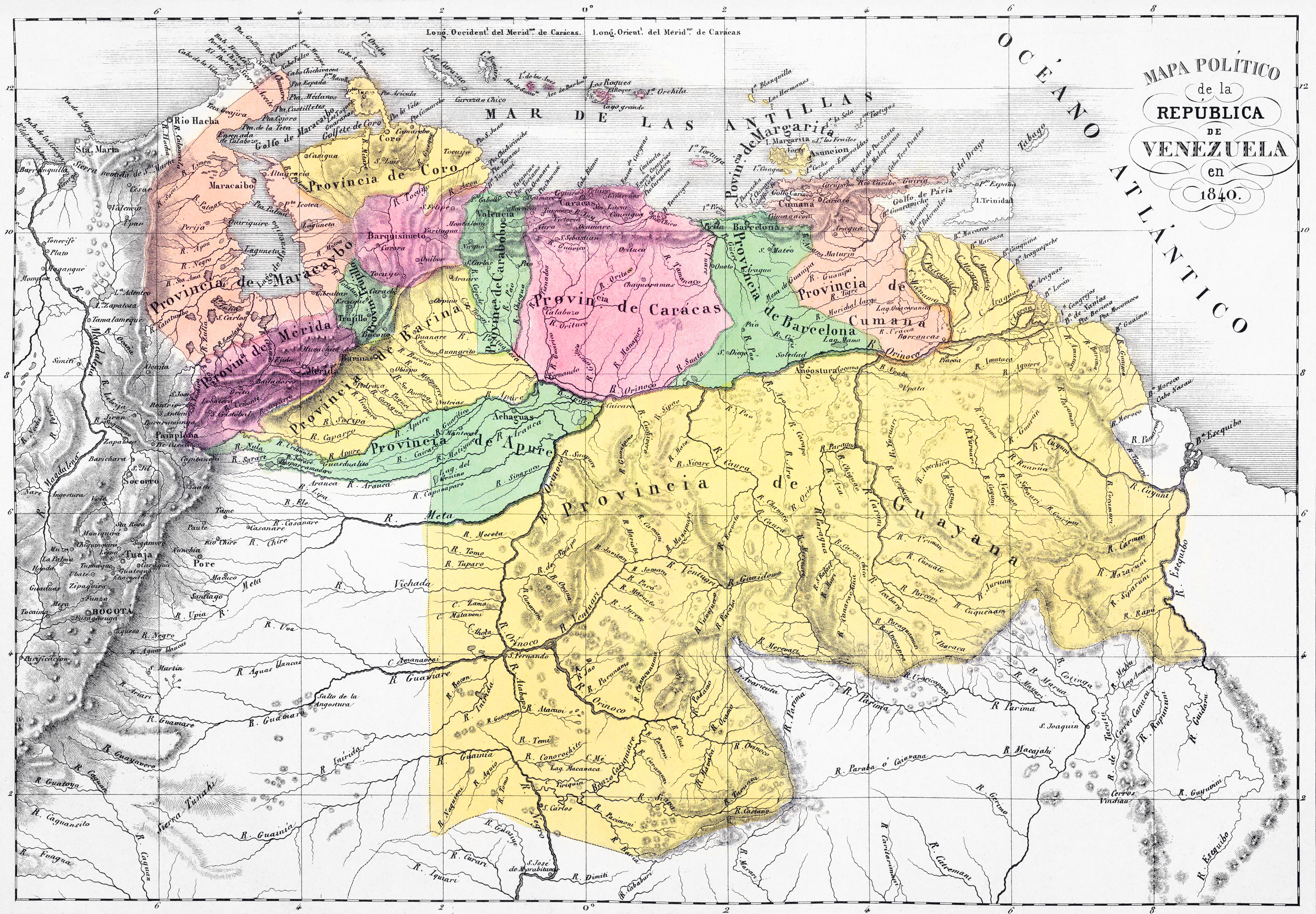
Mapa político da Venezuela em 1840

Entre 1821 e 1823, foi ordenada a expulsão dos espanhóis do território venezuelano.
Ficaram isentos aqueles que participaram do movimento de independência e os idosos com mais de 80 anos.
As opiniões sobre o caráter do processo de independência não são unânimes.
Alguns afirmam que a independência foi uma revolução eminentemente política, visto que muitos de seus principais promotores eram da aristocracia local, que não se interessava em mudar radicalmente as condições existentes de desigualdade social para não comprometer a hegemonia a que aspiravam.
Outros entendem que a rejeição inicial do processo por grande parte dos demais grupos sociais (pardos, indígenas e negros) conferiu-lhe o caráter de revolução social, pois esses setores desejavam transformar a estrutura social e econômica, dando origem a uma sociedade mais igualitária.